# ビデオニュース・ドットコム
ビデオニュース・ドットコムとは、ビデオジャーナリストの神保哲生が開局したニュース専門インターネット放送局。日本ビデオニュース社が運営している。

## 概要
ビデオニュース・ドットコムは、1999年に神保哲生が開局したニュース専門インターネット放送局。ニューストーク番組『マル激トーク・オン・ディマンド』が主なコンテンツ。視聴料金はベーシック・プランが月額550円、スタンダード・プランが月額1,100円。
インタビューや講演、記者会見などの模様を随時放送しているが、これらは無料で視聴可能。2022年時点で有料会員は2.5万人である。地球環境問題や国際紛争、先進国と発展途上国の貧富の格差問題、脱原発、司法制度改革など様々な社会問題を扱っている。

## マル激トーク・オン・ディマンド
神保哲生と社会学者の宮台真司が毎週1つのテーマに絞って議論する、ビデオニュースのメイン番組。マル激と略される。その時々のニュースと関連するテーマを扱い、当事者や専門家などのゲストと議論をする。2001年の番組開始当初は神保と宮台の2人でニュースを議論する形をとっていたが、現在では決まったテーマでゲストと議論する形が通例となっている。
番組構成は、1週間のニュースを個別に議論するニュース・コメンタリー（Nコメ）と本編となっており、時間は特に決められておらず変動はあるが、合わせて約1時間半から3時間。ニュース・コメンタリーは無料で放送しておりYouTubeでも視聴できる。2009年からは、番組本編の論点を文字起こしした有料メールマガジンを配信している。
毎週金曜日に東京・目黒にある自社スタジオで収録したビデオを、土曜日の夜8時から順次オンライン公開する。スポンサーをつけず、運営費用を全額視聴者からの料金収入で賄う経営により、既存メディアでは扱いにくいテーマについても忌憚ない議論を展開している。

### 特別企画
2005年からは5金と称して、第5週の金曜日に普段とは違った内容の番組を無料で放送している。宮台の活動分野でもある映画批評や、神保と宮台のフリートークなど。2007年からは、毎年12月のクリスマス前の日曜日に新宿のライブハウス『ロフトプラスワン』で、神保・宮台の2人で公開収録を行うのが恒例となっている。マル激放送300回からは、100回ごとに記念として生放送をしている。500回記念放送（第498回）では憲政記念館にて公開生放送を行った。

### 過去の番組の視聴
過去3か月のアーカイブがオンラインで残されている他、最新番組に関連する過去の番組を再放送している。また、過去10回分ごとの番組をまとめたDVDとCDを販売している。書籍においては一部の番組の内容をテーマごとにまとめたものを出版しており、一般の書店でも販売されている。また、月刊サイゾーでも毎月掲載されている。

### 過去の出演者一覧
通常は神保哲生と宮台真司が司会を務めるが、武田徹、萱野稔人、青木理、町田徹、斎藤貴男、迫田朋子などが司会をすることもある。名前が太字の人物は複数回出演者。肩書きは出演当時。

#### 2001年 - 2005年
| 2001年-2005年（第1回-第248回） | 2001年-2005年（第1回-第248回） | 2001年-2005年（第1回-第248回）                                                           | 2001年-2005年（第1回-第248回） | 2001年-2005年（第1回-第248回）           | 2001年-2005年（第1回-第248回） |
| 2001年                         | 2001年                         | 2001年                                                                                   | 2001年                         | 2001年                                   | 2001年                         |
| 回                             | 日付                           | タイトル                                                                                 | ゲスト                         | 肩書き                                   | 備考                           |
| ------------------------------ | ------------------------------ | ---------------------------------------------------------------------------------------- | ------------------------------ | ---------------------------------------- | ------------------------------ |
| 16                             | 06月22日                       | 報道被害を生むものとは何か                                                               | 三浦和義                       |                                          |                                |
| 17                             | 06月30日                       | 痛みの伴う改革とは                                                                       | 宮崎学                         |                                          |                                |
| 21                             | 07月27日                       | スキャンダリズムの公益性                                                                 | 岡留安則                       | 『噂の真相』編集長                       |                                |
| 23                             | 08月10日                       | 中国からみた靖国参拝問題                                                                 | 葉千栄                         | 東海大学助教授                           |                                |
| 24                             | 08月17日                       | 田中康夫のリーダー論                                                                     | 田中康夫                       |                                          |                                |
| 36                             | 11月19日                       | なぜ2ちゃんねるに人が集まるのか                                                          | 山本一郎                       |                                          |                                |
| 37                             | 11月16日                       | ブロードバンドは終わったのか                                                             | 下村健一                       | 市民メディアアドバイザー                 |                                |
| 38                             | 11月23日                       | 本当に言葉を失う前に                                                                     | 森達也                         |                                          |                                |
| 2002年                         |                                |                                                                                          |                                |                                          |                                |
| 回                             | 日付                           | タイトル                                                                                 | ゲスト                         | 肩書き                                   | 備考                           |
| 50                             | 02月22日                       | NGOはどうあるべきか？                                                                    | ケンジョセフ                   | NGO代表                                  |                                |
| 51                             | 03月01日                       | 内部告発のすすめ Part2 不正隠蔽は組織防衛にならない                                      | 川田悦子                       |                                          |                                |
| 52                             | 03月07日                       | 道徳的理由からのメディア規制は危険だ                                                     | 山本夜羽                       | 漫画家                                   |                                |
| 53                             | 03月15日                       | 鈴木宗男はただのスケープゴート システムを変えない限り第2、第3のムネオが出る              | 葉千栄                         |                                          |                                |
| 60                             | 05月02日                       | 「足るを知ること」が日本改革のカギなり                                                   | 中村敦夫                       | 参院議員                                 |                                |
| 87                             | 11月08日                       | それでも狼は来る                                                                         | 金子勝                         |                                          |                                |
| 89                             | 11月22日                       | なぜ日本人は過去と向かい合えないのか                                                     | 角谷浩一                       |                                          |                                |
| 90                             | 11月29日                       | 誰が本当にテロを起こしているのか                                                         | 田中宇                         | 国際情勢解説者                           |                                |
| 91                             | 12月06日                       | 出来レースの内部対立劇に惑わされるな                                                     | マッド・アマノ                 | パロディスト                             |                                |
| 94                             | 12月27日                       | 日本は行き着くところまで行くしかないのか                                                 | 森達也                         |                                          |                                |
| 2003年                         |                                |                                                                                          |                                |                                          |                                |
| 回                             | 日付                           | タイトル                                                                                 | ゲスト                         | 肩書き                                   | 備考                           |
| 100                            | 02月14日                       | 「市場の番人」に聞く公正な市場実現の処方箋                                               | 竹島一彦                       | 公正取引委員会委員長                     |                                |
| 101                            | 02月21日                       | なぜ政治は機能しないのか                                                                 | 河村たかし                     | 民主党衆議院議員                         |                                |
| 102                            | 02月28日                       | 対イラク攻撃が正当化されない理由                                                         | 横田洋三                       | 中央大学教授                             |                                |
| 103                            | 03月07日                       | 石油権益から見たイラク戦争                                                               | 柴田明夫                       | 丸紅経済研究所研究員                     |                                |
| 104                            | 03月14日                       | 日本は「空気」だけでいいのか                                                             |                                |                                          |                                |
| 105                            | 03月21日                       | この戦争を私たちはどう考えるべきか                                                       |                                |                                          |                                |
| 106                            | 03月28日                       | エコ・エコノミーとイラク戦争の関係                                                       | レスター・ブラウン             | 環境学者                                 |                                |
| 107                            | 04月04日                       | イラク戦争の大義がますます見えなくなってきた                                             |                                |                                          |                                |
| 108                            | 04月11日                       | やっぱり危ない修正個人情報保護法                                                         | 梓澤和幸                       | 弁護士                                   |                                |
| 109                            | 04月18日                       | 戦争報道の限界とイラク戦争の報道が残した課題                                             | 武田徹                         |                                          |                                |
| 110                            | 04月25日                       | 山拓愛人スキャンダルに見る日本人の倫理基準                                               |                                |                                          |                                |
| 111                            | 05月02日                       | 表現の自由を規制する社会的コストとは                                                     |                                |                                          |                                |
| 112                            | 05月09日                       | 日本の愛国心には数学が足りない？！                                                       | 江川達也                       |                                          |                                |
| 113                            | 05月16日                       | 有事法制論議にみる未成熟な法治国家の現状                                                 | 枝野幸男                       | 民主党政調会長                           |                                |
| 113                            | 05月16日                       | 有事法制論議にみる未成熟な法治国家の現状                                                 | 角谷浩一                       | ジャーナリスト                           |                                |
| 114                            | 05月23日                       | 公的資金注入と責任問題                                                                   |                                |                                          |                                |
| 115                            | 05月28日                       | りそな問題に出口はあるのか                                                               | 池尾和人                       | 慶応大学教授（金融論）                   |                                |
| 116                            | 06月06日                       | 検察の裏金疑惑に見る日本指導層の病理                                                     | 三井環                         | 元大阪高検公安部長                       |                                |
| 117                            | 06月13日                       | イラク攻撃の総括せずに自衛隊を出して本当にいいのか                                       |                                |                                          |                                |
| 118                            | 06月20日                       | イラク支援法案と歯止めを失った自衛隊の海外派遣                                           | 前田哲男                       | 東京国際大学教授（軍縮・安全保障論）     |                                |
| 119                            | 06月27日                       | それでも民主・自由は合流する                                                             |                                |                                          |                                |
| 120                            | 07月04日                       | ネタとベタの考現学                                                                       | 宮崎哲弥                       |                                          |                                |
| 121                            | 07月11日                       | 政治を変えるために私たちに何ができるか                                                   | 山口二郎                       | 北海道大学教授（政治学）                 |                                |
| 122                            | 07月18日                       | 小泉改革はどんな日本を作ろうとしているのか                                               | 山本一太                       | 参院議員（自民党）                       |                                |
| 123                            | 07月25日                       | 道路公団民営化で何が変わるか                                                             | 猪瀬直樹                       |                                          |                                |
| 124                            | 08月01日                       | 監視カメラの氾濫で市民が失うもの                                                         |                                |                                          |                                |
| 125                            | 08月08日                       | 地方分権が日本を復活させる                                                               | 片山善博                       | 鳥取県知事                               |                                |
| 126                            | 8月15日                        | なぜ靖国参拝が政治問題になるのか                                                         |                                |                                          |                                |
| 127                            | 08月22日                       | 運用体制の不備が住基ネットの落とし穴に                                                   | 山田宏                         | 東京・杉並区長                           |                                |
| 128                            | 08月29日                       | 自民党総裁選で問われるもの                                                               | 角谷浩一                       |                                          |                                |
| 129                            | 09月05日                       | ナショナリズムのゆくえ                                                                   | 香山リカ 山口二郎              |                                          |                                |
| 130                            | 09月12日                       | 監視社会に突入する前に考えるべきこと                                                     | 斎藤貴男                       |                                          |                                |
| 131                            | 09月19日                       | 自民党総裁選特集 小泉再選の先にあるもの                                                  | 山口二郎 角谷浩一              |                                          |                                |
| 132                            | 09月26日                       | 小泉新内閣の意味するもの                                                                 | 二木啓孝                       | 日刊現代ニュース編集部長                 |                                |
| 133                            | 10月03日                       | 世論調査を疑え                                                                           |                                |                                          |                                |
| 134                            | 10月10日                       | 鈴木宗男的政治手法が投げかける小泉改革への疑問                                           | 鈴木宗男                       | 前衆議院議員                             |                                |
| 135                            | 10月19日                       | 小泉はブッシュと心中するつもりなのか                                                     | 春名幹男                       | 共同通信編集委員                         |                                |
| 136                            | 10月24日                       | 藤井総裁解任に見る人気先行内閣の限界                                                     | 小長井良浩                     | 弁護士                                   |                                |
| 137                            | 10月31日                       | この最高裁でいいのか                                                                     |                                |                                          |                                |
| 138                            | 11月01日                       | 戦後保守主義の終焉                                                                       | 中村啓三                       | 毎日新聞政治コラムニスト                 |                                |
| 139                            | 11月08日                       | 政教分離の一線は守られるのか                                                             | 保坂展人                       |                                          |                                |
| 139                            | 11月08日                       | 政教分離の一線は守られるのか                                                             | 白川勝彦                       | 元衆議院議員                             |                                |
| 140                            | 11月15日                       | 間違いだらけのイラク統治政策                                                             | 高橋和夫                       | 放送大学助教授                           |                                |
| 141                            | 11月28日                       | イラク市民が日本に期待すること                                                           | ケンジョセフ                   |                                          |                                |
| 142                            | 12月05日                       | 日本人外交官殺害の意味を考える                                                           |                                |                                          |                                |
| 143                            | 12月12日                       | なぜ日本は難民を 受け入れたがらないのか                                                  | 渡辺彰悟                       | 弁護士                                   |                                |
| 144                            | 12月21日                       | 対米追従の向こうに何が見えるか                                                           | 中村敦夫                       |                                          |                                |
| 145                            | 12月26日                       | 2003年世界はこう動いた                                                                   |                                |                                          |                                |
| 2004年                         |                                |                                                                                          |                                |                                          |                                |
| 回                             | 日付                           | タイトル                                                                                 | ゲスト                         | 肩書き                                   | 備考                           |
| 146                            | 01月09日                       | 日本人はいつから言葉を失ったのか                                                         | 鈴木孝夫                       | 慶応大学名誉教授・言語学                 |                                |
| 147                            | 01月14日                       | 2004年拉致問題は進展するか                                                               | 平沢勝栄                       | 衆議院議員                               |                                |
| 148                            | 01月24日                       | 公開収録＠徳島 メディアが変われば日本も変わる？！                                        |                                |                                          |                                |
| 149                            | 01月30日                       | 米英の大量破壊兵器論争と日本の自衛隊派遣                                                 | 森達也                         |                                          |                                |
| 150                            | 02月06日                       | 幻の大量破壊兵器はいかに捏造されたのか                                                   |                                |                                          |                                |
| 151                            | 02月11日                       | 日本に裁判員制度は根付くか                                                               | 片山徒有                       | 市民の裁判員制度つくろう会 代表世話人    |                                |
| 152                            | 02月23日                       | 日本のBSE検査基準は過剰なのか                                                            | 中村靖彦                       | 農政ジャーナリスト                       |                                |
| 153                            | 02月27日                       | ケン・ジョセフのイラク報告2                                                              | ケンジョセフ                   | 在イラクNGO代表                          |                                |
| 154                            | 03月05日                       | アメリカのイラク統治はなぜ失敗したか                                                     | 酒井啓子                       | アジア経済研究所参事                     |                                |
| 155                            | 03月15日                       | 浅田農産会長の自殺は防げなかったのか                                                     | 下村健一                       | 市民メディアアドバイザー                 |                                |
| 156                            | 03月19日                       | 『噂の真相』的ジャーナリズム論と日本メディアの衰退                                       | 岡留安則                       | 『噂の真相』編集長                       |                                |
| 157                            | 03月26日                       | 内部告発は日本をどう変えるか                                                             | 大塚将司                       | 元日経新聞ベンチャー市場部長             |                                |
| 158                            | 04月02日                       | 日本の年金制度に未来はあるのか                                                           | 保坂展人                       | ジャーナリスト                           |                                |
| 159                            | 04月09日                       | 小泉政権の人質事件への対応は正しいのか                                                   | 藤田祐幸                       | 慶応大助教授                             |                                |
| 160                            | 04月16日                       | 政府に迷惑をかけて何が悪いのか 「自己責任論」を斬る                                      | 加藤朗                         | 桜美林大教授                             |                                |
| 161                            | 04月20日                       | 河野太郎が外務省を害務省と呼ぶ理由                                                       | 河野太郎                       |                                          |                                |
| 162                            | 04月23日 04月30日              | 日本の針路が大きく間違っているようなこの感覚は何なのだろう                               | 加藤紘一                       |                                          |                                |
| 163                            | 05月07日                       | 渦中の彼らは日本の自己責任騒動をどう見ていたのか                                         | 安田純平                       | ジャーナリスト                           |                                |
| 163                            | 05月07日                       | 渦中の彼らは日本の自己責任騒動をどう見ていたのか                                         | 渡辺修孝                       | 人権活動家                               |                                |
| 164                            | 05月14日                       | 小沢民主党は小泉政権を倒せるのか                                                         | 藤井裕久                       | 衆議院議員・民主党                       |                                |
| 165                            | 05月23日                       | 拉致と核・ミサイル問題のバランスはどうあるべきなのか                                     | 武貞秀士                       | 防衛庁防衛研究所主任研究官               |                                |
| 166                            | 05月28日                       | 人権問題としての天皇制を考える                                                           | 横田耕一                       | 流通経済大学教授                         |                                |
| 167                            | 06月04日                       | 日本の政治はどこまで堕ちるのか                                                           | 岡田克也                       |                                          |                                |
| 168                            | 06月11日                       | ウィニー事件で見えてきたネット社会における抵抗勢力                                       | 池田信夫                       |                                          |                                |
| 169                            | 06月18日                       | 誰がインターネット選挙の実現を邪魔しているのか                                           |                                |                                          |                                |
| 170                            | 06月23日                       | プロ野球はその使命を終えたのか                                                           | 二宮清純                       |                                          |                                |
| 171                            | 07月02日                       | イメージ選挙に踊らされないために                                                         | 川上和久                       | 明治学院大学教授・政治心理学             |                                |
| 172                            | 07月12日                       | この参院選でわたしたちは何を選択したか                                                   | 山口二郎                       |                                          |                                |
| 173                            | 07月19日                       | 私たちは少年犯罪とどう向き合えばいいのか                                                 | 藤井誠二                       |                                          |                                |
| 174                            | 07月26日                       | 言葉を失わないためにできること                                                           | 森達也                         |                                          |                                |
| 175                            | 07月30日                       | 新しい国防政策のすすめ                                                                   | 久間章生                       |                                          |                                |
| 176                            | 08月04日                       | テレビ討論がカギ握る米大統領選挙                                                         | 歳川隆雄                       | ジャーナリスト                           |                                |
| 177                            | 08月13日                       | 「華氏911」を絶賛できないこれだけの理由                                                  |                                |                                          |                                |
| 178                            | 08月20日                       | 美浜原発事故を関電問題で終わらせていいのか                                               | 槌田敦                         | 名城大学教授 熱物理学・環境経済論        |                                |
| 179                            | 08月30日                       | オリンピックのナショナリズムと「つくる会」のナショナリズム                               | 大塚英志                       |                                          |                                |
| 180                            | 09月03日                       | 遺伝子組み換え食品とアメリカの世界食糧戦略                                               | 天笠啓祐                       | 市民バイオテクノロジー情報室代表         |                                |
| 181                            | 09月11日                       | NTTの民営化失敗の教訓                                                                    | 町田徹                         |                                          |                                |
| 182                            | 09月17日                       | 自然エネルギーにみる、国際社会から取り残される日本                                       | 飯田哲也                       | 環境エネルギー政策研究所所長             |                                |
| 183                            | 09月24日                       | ペットボトルはこのままでいいのか                                                         | 安井至                         | 国連大学副学長                           |                                |
| 184                            | 10月01日                       | 日本の援助はなぜ嫌われるのか                                                             | 松本悟                         | NPO法人メコンウォッチ代表理事            |                                |
| 185                            | 10月08日                       | 中国人に日本人の歴史観はどう映っているのか                                               | 劉傑                           | 早稲田大学教授（日中外交史）             |                                |
| 186                            | 10月15日                       | 集団自殺や引きこもりの根底にある「心の闇」とは何なのか                                   | 斎藤環                         |                                          |                                |
| 187                            | 10月23日                       | 米大統領選とその後を展望する                                                             | 田中宇                         |                                          |                                |
| 188                            | 10月29日                       | ノムヒョン政権がメディアを改革できた理由                                                 | 辺真一                         | コリア・レポート編集長                   |                                |
| 189                            | 11月05日                       | ブッシュ再選でどうなる米軍再編と日本の安全保障                                           | 小川和久                       | 軍事アナリスト                           |                                |
| 190                            | 11月12日                       | 日本のもう一つの構造問題                                                                 | ベンジャミン・フルフォード     | フォーブス誌アジア太平洋支局長           |                                |
| 191                            | 11月22日                       | インターネットは主要産業になったのか                                                     | 西垣通                         | 東京大学情報学環教授                     |                                |
| 192                            | 11月26日                       | 小泉政権の官邸外交を検証する                                                             | 信田智人                       | 国際大学助教授                           |                                |
| 193                            | 12月03日                       | ゆとり教育は間違っていたのか                                                             | 寺脇研                         |                                          |                                |
| 194                            | 12月10日                       | NHKはどうなってしまったのか                                                              | 長村中                         | 日放労委員長                             |                                |
| 195                            | 12月18日                       | 日本初の環境政党、かく戦い、かく敗れたり                                                 | 中村敦夫                       |                                          |                                |
| 196                            | 12月20日                       | 「へたれてる場合じゃないじゃない」 公開マル激＠中央大学 多摩キャンパス                   |                                |                                          |                                |
| 2005年                         |                                |                                                                                          |                                |                                          |                                |
| 回                             | 日付                           | タイトル                                                                                 | ゲスト                         | 肩書き                                   | 備考                           |
| 197                            | 01月11日                       | 神保レポート：スリランカ津波被害 現地報告                                                |                                |                                          |                                |
| 198                            | 01月15日                       | NGOは世界をどう変えるのか                                                                | 目加田説子                     | 中央大学教授                             |                                |
| 199                            | 01月21日                       | 監視社会とどう付き合うか                                                                 | 東浩紀                         | 哲学者・批評家                           |                                |
| 200                            | 01月28日                       | 200回記念スペシャル・パート1 マル激の4年間、 日本は、世界はどう動いたか                  |                                |                                          |                                |
| 201                            | 01月29日                       | 200回記念スペシャル・パート2 田中改革いまだ志半ばなり                                    | 田中康夫                       | 長野県知事                               |                                |
| 202                            | 02月10日                       | 誰のための憲法改正か                                                                     | 鳩山由紀夫                     | 衆議院議員                               |                                |
| 203                            | 02月18日                       | 三井環裁判の判決から見えてくるもの                                                       | 三井環                         | 元大阪高検公安部長                       |                                |
| 204                            | 02月27日                       | ライブドア問題のマル激的考察                                                             | 大杉謙一                       | 中央大学法科大学院教授                   |                                |
| 205                            | 02月23日                       | 神保リポート 今ツバルで起きていること                                                    | 三井信男                       | 茨城大学教授                             |                                |
| 206                            | 03月11日                       | ニートが投げかける日本の構造問題の深層                                                   | 玄田有史                       |                                          |                                |
| 207                            | 03月18日                       | ホリエモンの「テレビは無くなる論」を考える                                               | 西垣通                         |                                          |                                |
| 208                            | 03月23日                       | ホリエモンかく語りき                                                                     | 堀江貴文                       |                                          |                                |
| 209                            | 04月02日                       | BSE安全宣言のカラクリを斬る                                                              | 山内一也                       | 食品安全委・プリオン専門調査会専門委員   |                                |
| 210                            | 04月09日                       | 命をかけて無実を訴えていきます                                                           | 植草一秀                       |                                          |                                |
| 211                            | 04月15日                       | ホリエモンの「テレビはなくなる論」を考える（その2）                                      | 水越伸                         | 東京大学助教授                           |                                |
| 212                            | 04月24日                       | 憲法シリーズ第2回 日本人にはまだ憲法は書けない                                           | 小室直樹                       |                                          |                                |
| 213                            | 04月27日                       | こんな国に発明家は育たない                                                               | 中村修二                       | カリフォルニア大学サンタバーバラ校教授   |                                |
| 214                            | 月日                           | こじれた日中関係をどう立て直すか                                                         | 加藤紘一                       | 衆議院議員（自民党）                     |                                |
| 215                            | 05月14日                       | 重大事故はなぜ無くならないのか                                                           | 黒田勲                         | 医師・日本ヒューマンファクター研究所長   |                                |
| 216                            | 05月20日                       | 発明の秘訣は心にあり                                                                     | 中松義郎                       |                                          |                                |
| 217                            | 05月25日                       | 憲法シリーズ第3回 9条は宝の持ち腐れに終わるのか                                          | 土井たか子                     | 前社民党党首                             |                                |
| 218                            | 06月04日                       | 今中国に何が起きているのか                                                               | 興梠一郎                       | 神田外語大学助教授                       |                                |
| 219                            | 06月08日                       | ウォーターゲート事件の神話は崩壊したのか                                                 | 春名幹男                       | 共同通信特別編集委員                     |                                |
| 220                            | 06月17日                       | 日本に『第三の道』はあるのか                                                             | 山口二郎                       | 北海道大学教授                           |                                |
| 221                            | 06月24日                       | IT社会の『ばら色の未来像』を嗤う                                                         | 三輪信雄                       | 株式会社ラック代表取締役                 |                                |
| 222                            | 07月01日                       | 『過去の克服』のために今、日本がすべきこと                                               | 佐藤健生                       | 拓殖大学教授                             |                                |
| 223                            | 07月07日                       | なぜ今債務帳消しが必要なのか                                                             | 北沢洋子                       | 途上国の債務と貧困ネットワーク・共同代表 |                                |
| 224                            | 07月06日                       | 憲法シリーズ第4弾 条文をめぐる改憲議論はまだ時期尚早                                     | 枝野幸男                       | 衆議院議員・民主党憲法調査会長           |                                |
| 225                            | 07月15日                       | 国は半分の予算で運営できる                                                               | 加藤秀樹                       | シンクタンク構想日本代表                 |                                |
| 226                            | 07月29日                       | 第5週目スペシャル 何だかあまり世の中変わってませんね                                     |                                |                                          |                                |
| 227                            | 08月05日                       | 郵政国会と橋梁談合の接点                                                                 | 須田慎一郎                     | 経済ジャーナリスト                       |                                |
| 228                            | 08月06日                       | 航機事故20周年特別企画 飛行機は安全になったのか 規制緩和の中で揺れる公共交通機関の安全性 | 戸崎肇                         | 明治大学商学部教授                       |                                |
| 229                            | 08月12日                       | 選挙特番 私が郵政民営化に反対する本当の理由                                              | 荒井広幸                       | 参院議員                                 |                                |
| 230                            | 08月20日                       | 9・11選挙スペシャル もう一つの争点（1） 小泉連立政権と創価学会                           | 平野貞夫                       |                                          |                                |
| 231                            | 08月19日                       | 9・11選挙スペシャル もう一つの争点（2） 南米の奇跡・コスタリカにわれわれは何を見るか     | 伊藤千尋                       | 朝日新聞記者                             |                                |
| 232                            | 09月02日                       | 9・11選挙スペシャル もう一つの争点（3） これでいいのか最高裁国民審査                     | 野村二郎                       | 司法ジャーナリスト                       |                                |
| 233                            | 09月09日                       | 9・11選挙スペシャルもう一つの争点（4） 選挙CMにみる各党の本音                            | 関根建男                       | CM総合研究所代表                         |                                |
| 234                            | 09月17日                       | それでもあえて郵政民営化を問う                                                           | 山崎養世                       |                                          |                                |
| 235                            | 09月24日                       | 前原民主党復活のシナリオとは                                                             | 前原誠司                       | 民主党代表                               |                                |
| 235                            | 09月24日                       | 前原民主党復活のシナリオとは                                                             | 高野孟                         | ジャーナリスト                           |                                |
| 236                            | 09月30日                       | マル激『5金』スペシャル 猿でもわかるオタク入門                                           | 斎藤環                         |                                          |                                |
| 237                            | 10月07日                       | 誰のための共謀罪か                                                                       | 海渡雄一                       | 弁護士                                   |                                |
| 238                            | 10月14日                       | まちがいだらけの東シナ海ガス田問題                                                       | 猪間明俊                       | 元石油資源開発取締役                     |                                |
| 239                            | 10月21日                       | 私はなぜ戦わなければならなかったのか                                                     | 亀井静香                       |                                          |                                |
| 240                            | 10月28日                       | 誰が何のために何の罪でフセインを裁いているのか                                           | 大野元裕                       | 中東調査会上席研究員                     |                                |
| 241                            | 11月04日                       | 米国産牛肉輸入問題とは何だったのか                                                       |                                |                                          |                                |
| 242                            | 11月09日                       | 鈴木宗男は何と戦っているのか                                                             | 鈴木宗男                       | 衆議院議員                               |                                |
| 243                            | 11月18日                       | 外交立国への道険し                                                                       | 田中均                         | 前外務省外務審議官                       |                                |
| 244                            | 11月25日                       | 「会社は誰のものか」論を嗤う                                                             | 小林慶一郎                     | 経済産業研究所研究員                     |                                |
| 245                            | 12月02日                       | なぜ女性・女系天皇は天皇制の根幹に関わる問題なのか                                       | 百地章                         | 日本大学法学部教授                       |                                |
| 246                            | 12月07日                       | 憲法シリーズ第5弾 アメリカ依存から卒業するためにも憲法改正は必要                         | 石破茂                         |                                          |                                |
| 247                            | 12月16日                       | 小泉政治とは何だったのか                                                                 | 橋本晃和                       | 政策研究大学院大学教授                   |                                |
| 248                            | 12月23日                       | 2005年日本と世界はどう動いたか（2005年総集編）                                           |                                |                                          |                                |

#### 2006年 - 2010年
| 2006年-2010年（第249回-第507回） | 2006年-2010年（第249回-第507回） | 2006年-2010年（第249回-第507回）                                                                     | 2006年-2010年（第249回-第507回）                                                     | 2006年-2010年（第249回-第507回）                                                     | 2006年-2010年（第249回-第507回）                                                     |
| 2006年                           | 2006年                           | 2006年                                                                                               | 2006年                                                                               | 2006年                                                                               | 2006年                                                                               |
| 回                               | 日付                             | タイトル                                                                                             | ゲスト                                                                               | 肩書き                                                                               | 備考                                                                                 |
| -------------------------------- | -------------------------------- | --- | ------------------------------------------------------------------------------------ | ------------------------------------------------------------------------------------ | ------------------------------------------------------------------------------------ |
| 249                              | 01月07日                         | 2007年問題を乗り越えるために団塊世代が今すべきこととは                                               | 菅直人                                                                               | 衆議院議員                                                                           |                                                                                      |
| 250                              | 01月14日                         | 大雪が問いかける地方の現状と今後                                                                     | 長島忠美                                                                             | 衆議院議員・元山古志村村長                                                           |                                                                                      |
| 251                              | 01月20日                         | 麻原彰晃裁判の異常事態が問うもの                                                                     | 松井武                                                                               | 松本智津夫被告弁護士                                                                 |                                                                                      |
| 252                              | 01月28日                         | ライブドア事件が問う 「日本は本当にアメリカ型の市場システムでいいのか？！」                          | 上村達男                                                                             | 早稲田大学法学部教授                                                                 |                                                                                      |
| 253                              | 02月03日                         | なぜ特捜なのか。 なぜライブドアなのか                                                                | 堀田力                                                                               | 弁護士、元東京地検特捜部検事                                                         |                                                                                      |
| 254                              | 02月11日                         | 耐震偽装の深層 安全な建物とは何なのか                                                                | 多田英之                                                                             | 日本免震研究センター代表、一級建築士                                                 |                                                                                      |
| 255                              | 02月12日                         | マル激トーク・オン・ディマンド 『ネット社会の未来像』出版記念特別番組 サイバー社会の人間学           |                                                                                      |                                                                                      |                                                                                      |
| 256                              | 02月23日                         | 日米偽装同盟はここから始まった                                                                       | 西山太吉                                                                             | 元毎日新聞記者                                                                       |                                                                                      |
| 257                              | 03月03日                         | なぜ日本は拒否できないのか                                                                           | 関岡英之                                                                             | ノンフィクション作家                                                                 |                                                                                      |
| 258                              | 03月10日                         | どん底民主党に復活のシナリオはあるか                                                                 | 伊藤惇夫                                                                             | 政治アナリスト、元民主党事務局長                                                     |                                                                                      |
| 259                              | 03月17日                         | もう牛肉を食べても本当に大丈夫か                                                                     | 福岡伸一                                                                             | 青山学院大学理工学部化学・生命科学科教授                                             |                                                                                      |
| 260                              | 03月23日                         | 希望格差社会を生き抜くために                                                                         | 山田昌弘                                                                             | 『希望格差社会』著者・ 東京学芸大学教                                                |                                                                                      |
| 261                              | 03月31日                         | マル激『5金』スペシャル 映画特集                                                                     |                                                                                      |                                                                                      |                                                                                      |
| 262                              | 04月07日                         | それでもあなたは食べますか                                                                           | 安部司                                                                               | 添加物アドバイザー・『食品の裏側』著者                                               |                                                                                      |
| 263                              | 04月14日                         | 小泉×小沢で日本の政治はどう変わるのか                                                                | 山口二郎                                                                             |                                                                                      |                                                                                      |
| 264                              | 04月21日                         | これでいいのか、 個人情報保護法の現状                                                                | 村千鶴子                                                                             | 弁護士                                                                               |                                                                                      |
| 265                              | 04月28日                         | 竹中式改革に異議あり                                                                                 | 三沢千代治                                                                           | ミサワホーム創業者                                                                   |                                                                                      |
| 266                              | 05月05日                         | 入国管理法改正案の中身を知っていますか                                                               | 保坂展人                                                                             | 社民党衆院議員                                                                       |                                                                                      |
| 267                              | 05月13日                         | Googleの何がそんなにすごくて何が危ないのか                                                           | 森健                                                                                 | ジャーナリスト                                                                       |                                                                                      |
| 268                              | 05月19日                         | 天皇家に「もうやめた！」と言われる前に考えておくべきこと                                             | 板垣恭介                                                                             | 元共同通信宮内庁担当記者                                                             |                                                                                      |
| 269                              | 05月24日                         | 私が重大犯罪の被告を弁護しなければならない理由                                                       | 安田好弘                                                                             | 弁護士                                                                               |                                                                                      |
| 270                              | 05月31日                         | 他の総裁候補では自民党はダメになる                                                                   | 河野太郎                                                                             | 衆議院議員                                                                           |                                                                                      |
| 271                              | 06月09日                         | 辻元清美流社民主義のすすめ                                                                           | 辻元清美                                                                             | 衆議院議員                                                                           |                                                                                      |
| 272                              | 06月16日                         | 毎日1000人が自殺に走る国がまともなはずがない                                                         | 清水康之                                                                             | NPO法人 『自殺対策支援センター・ ライフリンク』代表                                  |                                                                                      |
| 273                              | 06月23日                         | W杯のマル激的考察                                                                                    | 田崎健太                                                                             | ノンフィクションライター                                                             |                                                                                      |
| 274                              | 06月30日                         | ブッシュ-小泉の蜜月関係で日米関係はどう変質したのか                                                  | 霍見芳浩                                                                             | ニューヨーク市立大学教授                                                             |                                                                                      |
| 275                              | 07月07日                         | それでも通信と放送は融合する                                                                         | 松原聡                                                                               | 『通信・放送の在り方に関する懇談会』座長                                             |                                                                                      |
| 276                              | 07月14日                         | シリーズ『小泉政治の総決算』その1：われわれは歴史を正しく語り継いでいるか                            | 江川達也                                                                             | 漫画家                                                                               |                                                                                      |
| 277                              | 07月20日                         | 日銀がゼロ金利を解除した本当の理由とは                                                               | 岩田規久男                                                                           | 学習院大学教授                                                                       |                                                                                      |
| 278                              | 07月30日                         | Winnyは悪くない                                                                                      | 金子勇                                                                               | Winny開発者                                                                          |                                                                                      |
| 279                              | 08月04日                         | シリーズ『小泉政治の総決算』その2：小泉政治とは何だったのか                                          | 御厨貴                                                                               | 東京大学教授                                                                         |                                                                                      |
| 280                              | 08月11日                         | 靖国を「問題」にしているのは誰なのか                                                                 | 三士周平                                                                             | 東京理科大学教授                                                                     |                                                                                      |
| 281                              | 08月18日                         | 『小泉政治の総決算』その3：働かない日本 働けない日本                                                 | 鎌田慧                                                                               |                                                                                      |                                                                                      |
| 282                              | 08月26日                         | シリーズ『小泉政治の総決算』その4：幸運か実力か小泉政権が5年続いた理由（わけ）                       | 角谷浩一                                                                             |                                                                                      |                                                                                      |
| 283                              | 09月01日                         | シリーズ『小泉政治の総決算』その5：小泉内閣は改革政権にあらず                                        | 植草一秀                                                                             |                                                                                      |                                                                                      |
| 284                              | 09月06日                         | シリーズ『小泉政治の総決算』その6：小泉劇場はなぜ飽きられなかったのか                                | 世耕弘成                                                                             |                                                                                      |                                                                                      |
| 284                              | 09月06日                         | シリーズ『小泉政治の総決算』その6：小泉劇場はなぜ飽きられなかったのか                                | 篠田博之                                                                             | 「創」編集長                                                                         |                                                                                      |
| 285                              | 09月15日                         | WEB2.0は本物か                                                                                       | 大津山訓男                                                                           | アットマーク・ベンチャー株式会社代表取締役社長                                       |                                                                                      |
| 286                              | 09月22日                         | 安倍政権「美しい国」への提言                                                                         | ジェラルド・カーティス                                                               | コロンビア大学教授                                                                   |                                                                                      |
| 287                              | 09月29日                         | 安倍内閣、支持率70％の中身を問う                                                                     | 山口二郎                                                                             |                                                                                      |                                                                                      |
| 288                              | 10月06日                         | 私が脳死移植に断固反対する理由                                                                       | 小松美彦                                                                             | 東京海洋大教授                                                                       |                                                                                      |
| 289                              | 10月13日                         | 麻原の神格化は大きな過ちだった                                                                       | 上祐史浩                                                                             | アーレフ代表                                                                         |                                                                                      |
| 290                              | 10月18日                         | 金正日は核で何をしようとしているのか                                                                 | 武貞秀士                                                                             | 防衛研究所主任研究官                                                                 |                                                                                      |
| 291                              | 10月20日                         | 日本核武装論を嗤う                                                                                   | 吉田康彦                                                                             | 元IAEA広報部長                                                                       |                                                                                      |
| 292                              | 10月29日                         | 「ちょっとみんな元気ないんじゃない」                                                                 |                                                                                      |                                                                                      |                                                                                      |
| 293                              | 11月10日                         | いじめを無くすためにまず私たちがすべきこと                                                           | 内藤朝雄                                                                             | 社会学者・明治大学助教授                                                             |                                                                                      |
| 294                              | 11月17日                         | 私が9・11の真相を疑う理由                                                                            | ベンジャミン・フルフォード                                                           |                                                                                      |                                                                                      |
| 295                              | 11月24日                         | 京都議定書はなぜ動かないのか                                                                         | 山岸尚之                                                                             | WWFジャパン気候変動担当オフィサー                                                    |                                                                                      |
| 296                              | 12月01日                         | 「服役囚の4分の1が知的障害者」が意味するもの                                                         | 山本譲司                                                                             |                                                                                      |                                                                                      |
| 297                              | 12月18日                         | 教育基本法と愛国心のふぞろいな関係                                                                   | 鈴木寛                                                                               |                                                                                      |                                                                                      |
| 297                              | 12月18日                         | 教育基本法と愛国心のふぞろいな関係                                                                   | 鈴木邦男                                                                             | 一水会顧問                                                                           |                                                                                      |
| 298                              | 12月15日                         | 日本にとってエイズはまだ対岸の火事なのか                                                             | 山本直樹                                                                             | 国立感染症研究所エイズ研究センター長                                                 |                                                                                      |
| 298                              | 12月15日                         | 日本にとってエイズはまだ対岸の火事なのか                                                             | 及川健二                                                                             | ジャーナリスト                                                                       |                                                                                      |
| 299                              | 12月20日                         | 日本にとってエイズはまだ対岸の火事なのか                                                             |                                                                                      |                                                                                      |                                                                                      |
| 300                              | 12月22日                         | マル激300回記念特別番組 2006年これだけは言わせろ！                                                   | 角谷浩一、保坂展人、荒井広幸、森達也、菅直人、平沢勝栄、内藤朝雄、山崎養世、海渡雄一 | 角谷浩一、保坂展人、荒井広幸、森達也、菅直人、平沢勝栄、内藤朝雄、山崎養世、海渡雄一 | 角谷浩一、保坂展人、荒井広幸、森達也、菅直人、平沢勝栄、内藤朝雄、山崎養世、海渡雄一 |
| 2007年                           |                                  | |                                                                                      |                                                                                      |                                                                                      |
| 回                               | 日付                             | タイトル                                                                                             | ゲスト                                                                               | 肩書き                                                                               | 備考                                                                                 |
| 301                              | 01月07日                         | 新年特別番組 2007年映画特集                                                                          |                                                                                      |                                                                                      |                                                                                      |
| 302                              | 01月12日                         | 誰のためのホワイトカラー・エグゼンプションなのか                                                     | 島田陽一                                                                             | 早稲田大学教授                                                                       |                                                                                      |
| 303                              | 01月19日                         | 不都合な真実を不都合でなくするために                                                                 | 福山哲郎                                                                             | 参議院議員                                                                           |                                                                                      |
| 304                              | 01月26日                         | 死に体ブッシュとほとんど死に体安倍の接点                                                             | 霍見芳浩                                                                             | ニューヨーク市立大学教授                                                             |                                                                                      |
| 304                              | 01月26日                         | 死に体ブッシュとほとんど死に体安倍の接点                                                             | 海渡雄一                                                                             | 弁護士                                                                               |                                                                                      |
| 305                              | 02月02日                         | 地域の「ハブ」としての公立校再生プランとは                                                           | 藤原和博                                                                             | 東京都杉並区立和田中学校長                                                           |                                                                                      |
| 306                              | 02月09日                         | NHK裁判報道で見落としてはならないこと                                                                | 山田健太                                                                             | 専修大学助教授                                                                       |                                                                                      |
| 307                              | 02月16日                         | 西部邁流、保守主義のすすめ                                                                           | 西部邁                                                                               | 評論家・秀明大学学頭                                                                 |                                                                                      |
| 308                              | 02月23日                         | 国民投票法案の中身を知っていますか                                                                   | 井口秀作                                                                             | 大東文化大学法科大学院助教授                                                         |                                                                                      |
| 309                              | 03月02日                         | 骨抜きにされる小泉改革                                                                               | 草野厚                                                                               | 慶應義塾大学教授                                                                     |                                                                                      |
| 310                              | 03月09日                         | オスロ・プロセスと日本の選択                                                                         | 長有紀枝                                                                             | NPO法人「ジャパン・プラットフォーム」代表理事                                        |                                                                                      |
| 311                              | 03月16日                         | ライブドア事件にみる検察資本主義の到来                                                               | 村山治                                                                               | 朝日新聞編集委員                                                                     |                                                                                      |
| 312                              | 03月26日                         | 日本が「子供を作りたくない国」であるこれだけの理由                                                   | 渥美由喜                                                                             | 富士通総研主任研究員                                                                 |                                                                                      |
| 313                              | 03月30日                         | 時代の後戻り感に処方箋はあるか                                                                       |                                                                                      |                                                                                      | 5金                                                                                  |
| 314                              | 04月04日                         | 安倍政権はどこへ向かっているのか                                                                     | 世耕弘成                                                                             | 内閣総理大臣補佐官                                                                   |                                                                                      |
| 314                              | 04月04日                         | 安倍政権はどこへ向かっているのか                                                                     | 星浩                                                                                 | 朝日新聞編集委員                                                                     |                                                                                      |
| 315                              | 04月06日                         | アメリカ型格差社会で日本は幸せになれるか                                                             | 小林由美                                                                             | 経営戦略コンサルタント                                                               |                                                                                      |
| 316                              | 04月19日                         | 天下りを無くして本当に日本は回るのか                                                                 | 林芳正                                                                               | 内閣府副大臣                                                                         |                                                                                      |
| 317                              | 04月27日                         | 見えてきた原発政策の限界                                                                             | 伴英幸                                                                               | NPO法人原子力資料情報室共同代表                                                      |                                                                                      |
| 318                              | 05月02日                         | 誰のための三角合併なのか                                                                             | 山崎養世                                                                             |                                                                                      |                                                                                      |
| 319                              | 05月11日                         | まやかしの社保庁改革を斬る                                                                           | 岩瀬達哉                                                                             | ジャーナリスト                                                                       |                                                                                      |
| 320                              | 05月18日                         | フランス大統領選が露呈したグローバル化の現実                                                         | 萱野稔人                                                                             |                                                                                      |                                                                                      |
| 321                              | 05月25日                         | 新聞ビジネスはすでに破綻している                                                                     | 河内考                                                                               | 元毎日新聞常務取締役                                                                 |                                                                                      |
| 322                              | 06月01日                         | プロ野球の凋落にみる日本問題の深層                                                                   | 大坪正則                                                                             | 帝京大学教授                                                                         |                                                                                      |
| 323                              | 06月07日                         | なぜ報道被害は無くならないのか                                                                       | 梓澤和幸                                                                             | 弁護士                                                                               |                                                                                      |
| 324                              | 06月14日                         | コムスンを叩くだけでいいのか                                                                         | 服部万里子                                                                           | 立教大学コミュニティ福祉学部教授                                                     |                                                                                      |
| 325                              | 06月22日                         | やっぱり日本人にはまだ憲法は書けそうもない                                                           | 猿田佐世                                                                             | 弁護士                                                                               |                                                                                      |
| 326                              | 06月29日                         | 右翼も左翼も束になってかかってこい                                                                   | 小林よしのり                                                                         |                                                                                      | 5金                                                                                  |
| 326                              | 06月29日                         | 右翼も左翼も束になってかかってこい                                                                   | 萱野稔人                                                                             |                                                                                      | 5金                                                                                  |
| 327                              | 06月28日                         | レズビアン候補参上！                                                                                 | 尾辻かな子                                                                           |                                                                                      |                                                                                      |
| 328                              | 07月06日                         | ミートホープが氷山の一角であるこれだけの理由                                                         | 垣田達哉                                                                             | 食品表示アドバイザー                                                                 |                                                                                      |
| 329                              | 07月13日                         | こんな参院ならいらない                                                                               | 村上正邦                                                                             | 元参議院議員                                                                         |                                                                                      |
| 330                              | 07月19日                         | この選挙で本当に問われているものは何なのか                                                           | 中村啓三                                                                             |                                                                                      |                                                                                      |
| 331                              | 08月03日                         | データから見えてくる「やっぱり自民党は終わっていた」                                                 | 森裕城                                                                               | 同志社大学法学部准教授                                                               |                                                                                      |
| 332                              | 08月10日                         | 見えてきた裁判員制度の危うい実態                                                                     | 保坂展人                                                                             |                                                                                      |                                                                                      |
| 333                              | 08月17日                         | 首相官邸で今何が起きているのか                                                                       | 上杉隆                                                                               |                                                                                      |                                                                                      |
| 334                              | 08月24日                         | ダイオキシン問題は終わっていない                                                                     | 森田昌敏                                                                             | ダイオキシン2007国際会議議長・愛媛大学農学部教授                                     |                                                                                      |
| 335                              | 08月31日                         | 映画特集 マイケル・ムーアは終わったのか                                                              | 森達也                                                                               |                                                                                      | 5金                                                                                  |
| 336                              | 09月06日                         | サブプライムローン危機の本質                                                                         | 小幡績                                                                               |                                                                                      |                                                                                      |
| 337                              | 06月14日                         | なぜ地震大国の日本が原発なのか                                                                       | 田中三彦                                                                             | 元原子炉製造技術者                                                                   |                                                                                      |
| 338                              | 09月19日                         | 自衛隊はインド洋で何をしているのか                                                                   | 田中浩一郎                                                                           | 日本エネルギー経済研究所中東研究センター長                                           |                                                                                      |
| 338                              | 09月19日                         | 自衛隊はインド洋で何をしているのか                                                                   | 神浦元彰                                                                             | 軍事ジャーナリスト                                                                   |                                                                                      |
| 339                              | 09月27日                         | 貧困は自己責任でいいのか                                                                             | 湯浅誠                                                                               |                                                                                      |                                                                                      |
| 340                              | 10月04日                         | 誰がミャンマー軍事政権を支えているのか                                                               | 津守滋                                                                               | 元ミャンマー特命全権大使                                                             |                                                                                      |
| 341                              | 10月11日                         | 攻めの民主に死角はないか                                                                             | 福山哲郎                                                                             |                                                                                      |                                                                                      |
| 342                              | 10月19日                         | 日本のアフガン支援論争のどこがまちがっているのか                                                     | 伊勢崎賢治                                                                           | 東京外語大学大学院地域文化研究科教授                                                 |                                                                                      |
| 343                              | 10月28日                         | 私がデブをやめた理由                                                                                 | 岡田斗司夫氏                                                                         | 作家・評論家                                                                         |                                                                                      |
| 344                              | 11月04日                         | 教科書検定の正体とは                                                                                 | 浪本勝年                                                                             | 立正大学心理学部教授                                                                 |                                                                                      |
| 345                              | 11月10日                         | 江戸の遺伝子とは何か                                                                                 | 徳川恒孝                                                                             | 徳川宗家第18代当主                                                                   |                                                                                      |
| 346                              | 11月18日                         | なぜ防衛調達は腐敗を繰り返すのか                                                                     | 須田慎一郎                                                                           | ジャーナリスト                                                                       |                                                                                      |
| 347                              | 11月24日                         | 動き始めたポスト京都と日本の役割                                                                     | 小西雅子                                                                             | WWF気候変動オフィサー                                                                |                                                                                      |
| 348                              | 12月02日                         | 史上最強のアイドル論                                                                                 | 中森明夫                                                                             |                                                                                      | 5金                                                                                  |
| 349                              | 12月08日                         | カネさえ出せば資源が買える時代は終わった?!                                                           | 柴田明夫                                                                             |                                                                                      |                                                                                      |
| 350                              | 12月15日                         | なぜネット上の言論を規制するのか                                                                     | 堀部政男                                                                             | 一橋大学名誉教授 通信・放送の総合的な法体系に関する研究会座長                        |                                                                                      |
| 351                              | 12月22日                         | 誰のための教育改革なのか？                                                                           | 藤田英典                                                                             | 国際基督教大学教授                                                                   |                                                                                      |
| 352                              | 12月29日                         | 2007年総集編 ネタとベタの2007年を振り返って                                                          |                                                                                      |                                                                                      |                                                                                      |
| 2008年                           |                                  | |                                                                                      |                                                                                      |                                                                                      |
| 回                               | 日付                             | タイトル                                                                                             | ゲスト                                                                               | 肩書き                                                                               | 備考                                                                                 |
| 353                              | 01月05日                         | 生命について                                                                                         | 福岡伸一                                                                             |                                                                                      |                                                                                      |
| 354                              | 01月12日                         | 2008年日本経済の課題                                                                                 | 熊野英生                                                                             | 第一生命経済研究所主席エコノミスト                                                   |                                                                                      |
| 355                              | 01月19日                         | 格差社会を生き抜くために知っておくべきこと                                                           | 本田由紀                                                                             |                                                                                      |                                                                                      |
| 356                              | 01月26日                         | これで薬害の連鎖に終止符が打てるのか                                                                 | 鈴木利廣                                                                             | 弁護士、薬害肝炎全国弁護士団代表                                                     |                                                                                      |
| 357                              | 02月02日                         | サブプライム問題が露にしたグローバル経済の実相                                                       | 水野和夫                                                                             | 三菱UFJ証券参与・チーフエコノミスト                                                  |                                                                                      |
| 358                              | 02月09日                         | 大学がおかしい                                                                                       | 石渡嶺司                                                                             | 大学ジャーナリスト                                                                   |                                                                                      |
| 359                              | 02月16日                         | 官僚の思い通りにはさせない                                                                           | 渡辺喜美                                                                             | 金融担当大臣                                                                         |                                                                                      |
| 360                              | 02月24日                         | このままでは道路の暴走は止まらない                                                                   | 加藤秀樹                                                                             | シンクタンク構想日本代表                                                             |                                                                                      |
| 361                              | 03月01日                         | この目を覆うばかりの制度劣化をいかに反転させるか                                                     |                                                                                      |                                                                                      | 5金                                                                                  |
| 362                              | 03月08日                         | 格差が少子化を加速させる                                                                             | 山田昌弘                                                                             |                                                                                      |                                                                                      |
| 363                              | 03月16日                         | 公認会計士は、なぜ特捜検察と戦うのか                                                                 | 細野祐二                                                                             | 公認会計士                                                                           |                                                                                      |
| 364                              | 03月22日                         | 救急車たらい回しの裏で進行していた医療崩壊の実態                                                     | 永田宏                                                                               | 鈴鹿医療科学大学医用工学部教授                                                       |                                                                                      |
| 365                              | 03月29日                         | 08年大統領選挙でアメリカは何を選択しようとしているのか                                               | 会田弘継                                                                             | 共同通信編集委員                                                                     |                                                                                      |
| 366                              | 04月05日                         | 中国がチベットを手放せない理由                                                                       | ラクパ・ツォコ                                                                       | ダライ・ラマ法王日本代表部事務所代表                                                 |                                                                                      |
| 366                              | 04月05日                         | 中国がチベットを手放せない理由                                                                       | 平野聡                                                                               | 東京大大学院准教授                                                                   |                                                                                      |
| 367                              | 04月13日                         | 言論の自由を宝の持ち腐れにしないために                                                               | 鈴木邦男                                                                             |                                                                                      |                                                                                      |
| 367                              | 04月13日                         | 言論の自由を宝の持ち腐れにしないために                                                               | 森達也                                                                               |                                                                                      |                                                                                      |
| 368                              | 04月19日                         | これでいいのか、日本の排出量取引                                                                     | 諸富徹                                                                               | 京都大学大学院経済学研究科准教授                                                     |                                                                                      |
| 369                              | 04月26日                         | 世界が嗤う日本のM＆A                                                                                 | 牧野洋                                                                               | 経済ジャーナリスト                                                                   |                                                                                      |
| 370                              | 05月03日                         | 思いやり予算、そろそろやめませんか                                                                   | 田岡俊次                                                                             | 軍事ジャーナリスト                                                                   |                                                                                      |
| 371                              | 05月10日                         | 著作権は誰のためにあるのか                                                                           | 福井健策                                                                             | 弁護士                                                                               |                                                                                      |
| 372                              | 05月17日                         | 日本が再生可能エネルギーを推進すべきこれだけの理由                                                   | 飯田哲也                                                                             | 環境エネルギー政策研究所所長                                                         |                                                                                      |
| 373                              | 05月24日                         | 自動車産業が日本から消える日                                                                         | 土屋勉男                                                                             | 明治大学客員教授                                                                     |                                                                                      |
| 374                              | 05月31日                         | なぜ日本人は死刑が好きなのか                                                                         |                                                                                      |                                                                                      | 5金                                                                                  |
| 375                              | 06月07日                         | 抵抗勢力の本丸は政官財のステルス複合体にあり                                                         | 中川秀直                                                                             | 自民党前幹事長                                                                       |                                                                                      |
| 376                              | 06月14日                         | なぜ秋葉原なのか、なぜ携帯掲示板なのか、なぜ無差別なのか                                             | 東浩紀                                                                               | 批評家・東京工業大学世界文明センター特任教授                                         |                                                                                      |
| 377                              | 06月21日                         | 日本の「ガラパゴス」携帯の持つ可能性と課題                                                           | 谷脇康彦                                                                             | 総務省総合通信基盤局事業政策課長                                                     |                                                                                      |
| 378                              | 06月28日                         | 死ぬか殺すかまで若者を追いつめる労働現場の現実とは                                                   | 雨宮処凛                                                                             |                                                                                      |                                                                                      |
| 379                              | 07月05日                         | 炭素税はCO2排出削減の決め手となるか                                                                  | 足立治郎                                                                             | NGO「環境・持続社会」研究センター事務局長                                            |                                                                                      |
| 380                              | 07月12日                         | メディア問題徹底討論 Part1・2 NHK裁判とマスゴミ問題                                                  | 日隅一雄                                                                             | 弁護士                                                                               |                                                                                      |
| 380                              | 07月12日                         | Part3 テレビニュースは本当に終わりませんか                                                           | 金平茂紀                                                                             | TBSアメリカ総局長                                                                    |                                                                                      |
| 381                              | 07月19日                         | 李明博の韓国はどこへ向かっているのか                                                                 | 木宮正史                                                                             | 東京大学大学院准教授                                                                 |                                                                                      |
| 382                              | 07月26日                         | 見えてきた自殺大国日本の実相                                                                         | 清水康之                                                                             | NPO法人ライフリンク代表                                                              |                                                                                      |
| 383                              | 08月02日                         | われわれはどれぐらい本当の中国を知っているのか？                                                     | 土井香苗                                                                             | 弁護士、ヒューマン・ライツ・ウォッチ日本代表                                         |                                                                                      |
| 384                              | 08月09日                         | それでもドーピングは止まらない                                                                       | 増田晶文                                                                             | 作家                                                                                 |                                                                                      |
| 385                              | 08月16日                         | なぜ日本には米軍基地があるのか                                                                       | ケント・カルダー                                                                     | ジョン・ホプキンス大学大学院教授                                                     |                                                                                      |
| 386                              | 08月23日                         | なぜ日本人男子は結婚しなくなったのか                                                                 | 森岡正博                                                                             | 大阪府立大学人間社会学部教授                                                         |                                                                                      |
| 387                              | 08月30日                         | 映画とイラク戦争と大統領選挙                                                                         | 町山智浩                                                                             |                                                                                      | 5金                                                                                  |
| 388                              | 09月06日                         | 政治の機能不全を脱するために                                                                         | 飯尾潤                                                                               | 政策研究大学院大学教授                                                               |                                                                                      |
| 389                              | 09月13日                         | 自民党の本気度、民主党の本物度を検証する                                                             | 上杉隆                                                                               |                                                                                      |                                                                                      |
| 390                              | 09月20日                         | 新型インフルエンザとのつきあい方                                                                     | 山本太郎                                                                             | 長崎大学教授                                                                         |                                                                                      |
| 391                              | 09月27日                         | 自民党システムの終焉                                                                                 | 野中尚人                                                                             | 学習院大学教授                                                                       |                                                                                      |
| 392                              | 10月04日                         | アメリカ型金融資本主義の終焉                                                                         | 若田部昌澄                                                                           | 早稲田大学政治経済学術院教授                                                         |                                                                                      |
| 393                              | 10月11日                         | 民主党マニフェストと霞ヶ関埋蔵金                                                                     | 高橋洋一                                                                             | 東洋大学教授                                                                         |                                                                                      |
| 394                              | 10月18日                         | 炎上したっていいじゃないか                                                                           | 伊地知晋一                                                                           | ゼロスタートコミュニケーションズ専務取締役                                           |                                                                                      |
| 395                              | 10月25日                         | 初物づくしの米大統領選を10倍楽しむために                                                             | 吉崎達彦                                                                             | 双日総合研究所副所長                                                                 |                                                                                      |
| 396                              | 11月01日                         | 解散回避に見る日本の政治とメディアの現状                                                             | 角谷浩一                                                                             |                                                                                      |                                                                                      |
| 396                              | 11月01日                         | 解散回避に見る日本の政治とメディアの現状                                                             | 上杉隆                                                                               |                                                                                      |                                                                                      |
| 396                              | 11月01日                         | 解散回避に見る日本の政治とメディアの現状                                                             | 横田由美子                                                                           | ルポライター                                                                         |                                                                                      |
| 397                              | 11月08日                         | オバマのアメリカを展望する                                                                           | 古矢旬                                                                               | 東京大学大学院教授                                                                   |                                                                                      |
| 397                              | 11月08日                         | オバマのアメリカを展望する                                                                           | 杉浦哲郎                                                                             | みずほ総研チーフエコノミスト                                                         |                                                                                      |
| 398                              | 11月15日                         | 今あらためて問う、この裁判員制度で本当にいいのか                                                     | 西野喜一                                                                             | 新潟大学大学院教授                                                                   |                                                                                      |
| 399                              | 11月22日                         | 日本農業再生の道                                                                                     | 神門善久                                                                             | 明治学院大学教授                                                                     |                                                                                      |
| 400                              | 11月29日                         | 400回放送記念特別番組 生コールイン 右も左もかかってこい Part2                                        | 萱野稔人                                                                             |                                                                                      |                                                                                      |
| 400                              | 11月29日                         | 400回放送記念特別番組 生コールイン 右も左もかかってこい Part2                                        | 鈴木謙介                                                                             |                                                                                      |                                                                                      |
| 400                              | 11月29日                         | 400回放送記念特別番組 生コールイン 右も左もかかってこい Part2                                        | 斎藤貴男                                                                             |                                                                                      |                                                                                      |
| 400                              | 11月29日                         | 400回放送記念特別番組 生コールイン 右も左もかかってこい Part2                                        | 武田徹                                                                               |                                                                                      |                                                                                      |
| 401                              | 12月06日                         | 後期高齢者医療制度は必要だ                                                                           | 土居丈朗                                                                             | 慶応義塾大学准教授                                                                   |                                                                                      |
| 402                              | 12月13日                         | WTOと日本の農業政策を再考する                                                                        | 山下一仁                                                                             | 経済産業研究所上席研究員                                                             |                                                                                      |
| 403                              | 12月20日                         | 見えたり、金融資本主義の正体                                                                         | 小幡績                                                                               | 慶應義塾大学大学院准教授                                                             |                                                                                      |
| 404                              | 12月27日                         | 2008年総集編 メディア崩壊元年を振り返って                                                            |                                                                                      |                                                                                      |                                                                                      |
| 2009年                           |                                  | |                                                                                      |                                                                                      |                                                                                      |
| 回                               | 日付                             | タイトル                                                                                             | ゲスト                                                                               | 肩書き                                                                               | 備考                                                                                 |
| 405                              | 01月07日                         | だから男はみんなできそこないなんだ                                                                   | 福岡伸一                                                                             |                                                                                      |                                                                                      |
| 406                              | 01月17日                         | ブッシュ政権の8年とは何だったのか                                                                    | 渡部恒雄                                                                             | 東京財団研究員                                                                       |                                                                                      |
| 407                              | 01月24日                         | 無法地帯化する霞ヶ関                                                                                 | 高橋洋一                                                                             |                                                                                      |                                                                                      |
| 408                              | 01月31日                         | それでも裁判員制度は必要だ                                                                           | 河合幹雄                                                                             | 桐蔭横浜大学教授                                                                     |                                                                                      |
| 409                              | 02月07日                         | 世界の魚を食い尽くす日本人の胃袋                                                                     | 井田徹治                                                                             | 共同通信科学部編集委員                                                               |                                                                                      |
| 410                              | 02月14日                         | 雇用問題の本丸は正社員の既得権益にあり                                                               | 城繁幸                                                                               |                                                                                      |                                                                                      |
| 411                              | 02月21日                         | 脳ブームは危険がいっぱい                                                                             | 河野哲也                                                                             | 立教大学文学部教授                                                                   |                                                                                      |
| 412                              | 02月28日                         | なぜ私はグローバル資本主義の罠に気づかなかったのか                                                   | 中谷巌                                                                               | 多摩大学教授                                                                         |                                                                                      |
| 413                              | 03月07日                         | 今あえて民主党の政権構想を再検証する                                                                 | 飯尾潤                                                                               | 政策研究大学院大学教授                                                               |                                                                                      |
| 414                              | 03月14日                         | 特捜検察の役割を再考する                                                                             | 宮本雅史                                                                             | 産経新聞社会部編集委員                                                               |                                                                                      |
| 415                              | 03月21日                         | どのような政治活動を誰が負担すべきか                                                                 | 岩井奉信                                                                             | 日本大学法学部教授                                                                   |                                                                                      |
| 416                              | 03月26日                         | 検察は説明責任を果たしているか                                                                       | 郷原信郎                                                                             | 桐蔭横浜大学法科大学院教授                                                           |                                                                                      |
| 417                              | 04月04日                         | 金融危機の本質は金融腐敗にあり                                                                       | 広瀬隆                                                                               |                                                                                      |                                                                                      |
| 418                              | 04月11日                         | これ以上霞ヶ関の専横を許してはいけない                                                               | 江田憲司                                                                             |                                                                                      |                                                                                      |
| 419                              | 04月18日                         | 日本の対北朝鮮政策を再考する                                                                         | 小此木政夫                                                                           | 慶應義塾大学法学部教授                                                               |                                                                                      |
| 420                              | 04月25日                         | 和歌山カレー事件はまだ終わっていない                                                                 | 安田好弘                                                                             | 弁護士・林真須美被告主任弁護人                                                       |                                                                                      |
| 421                              | 05月02日                         | 自動車文明の終焉                                                                                     | 下川浩一                                                                             | 東海学園大学経営学部教授                                                             |                                                                                      |
| 422                              | 05月09日                         | 北方領土問題は終わっている                                                                           | 中村逸郎                                                                             | 筑波大学大学院教授                                                                   |                                                                                      |
| 423                              | 05月16日                         | 「開かれた司法」と逆行する裁判員制度                                                                 | 田島泰彦                                                                             | 上智大学文学部教授                                                                   |                                                                                      |
| 424                              | 05月23日                         | 臓器移植法に改正が必要な理由                                                                         | 河野太郎                                                                             |                                                                                      |                                                                                      |
| 424                              | 05月23日                         | 臓器移植法に改正が必要な理由                                                                         | 阿部知子                                                                             | 衆議院議員                                                                           |                                                                                      |
| 424                              | 05月23日                         | 臓器移植法に改正が必要な理由                                                                         | 橳島次郎                                                                             | 東京財団研究員                                                                       |                                                                                      |
| 425                              | 05月30日                         | C・イーストウッドの描くアメリカ保守主義の再興は本物か                                                |                                                                                      |                                                                                      | 5金                                                                                  |
| 426                              | 06月06日                         | DNA鑑定は誰の利益に資するべきか                                                                      | 天笠啓祐                                                                             |                                                                                      |                                                                                      |
| 427                              | 06月13日                         | グリーン革命に乗り遅れる日本                                                                         | 飯田哲也                                                                             | 環境エネルギー政策研究所所長                                                         |                                                                                      |
| 428                              | 06月20日                         | Googleブック・サーチが問う出版の未来                                                                 | 村瀬拓男                                                                             | 弁護士                                                                               |                                                                                      |
| 429                              | 06月27日                         | 意味のある政権交代を実現するために                                                                   | 山口二郎                                                                             |                                                                                      |                                                                                      |
| 430                              | 07月04日                         | 世論という名の魔物とのつきあい方                                                                     | 菅原琢                                                                               | 東京大学特任准教授                                                                   |                                                                                      |
| 431                              | 07月11日                         | ミツバチが知っていて人間が知らないこと                                                               | 中村純                                                                               | 玉川大学ミツバチ科学研究センター主任教授                                             |                                                                                      |
| 432                              | 07月18日                         | やっぱり日本にも保守政党が必要だ                                                                     | 杉田敦                                                                               | 法政大学法学部教授                                                                   |                                                                                      |
| 433                              | 07月25日                         | 密約問題が示す無法地帯と化した日本外交の現実                                                         | 河辺一郎                                                                             | 愛知大学現代中国学部教授                                                             |                                                                                      |
| 434                              | 08月01日                         | 自民党の難点・民主党の難点                                                                           |                                                                                      |                                                                                      | 5金                                                                                  |
| 435                              | 08月08日                         | 今の霞ヶ関では日本をパンデミックから守れない                                                         | 木村盛世                                                                             | 医師、厚生労働省医系技官                                                             |                                                                                      |
| 436                              | 08月15日                         | 最高裁国民審査を審査する                                                                             | 長嶺超輝                                                                             | 司法ライター                                                                         |                                                                                      |
| 437                              | 08月22日                         | 権力が移動する時首相官邸で起きていること                                                             | 武村正義                                                                             | 元内閣官房長官、大蔵大臣                                                             |                                                                                      |
| 438                              | 08月29日                         | これでもあなたは投票に行きませんか                                                                   | 森川友義                                                                             | 早稲田大学国際教養学部教授                                                           |                                                                                      |
| 439                              | 09月05日                         | シリーズ・民主党政権の課題1 高速道路無料化のすべての疑問に答えます                                   | 山崎養世                                                                             | シンクタンク山崎養世事務所代表                                                       |                                                                                      |
| 440                              | 09月12日                         | シリーズ・民主党政権の課題2 「対等な日米関係」のすすめ                                               | 孫崎享                                                                               | 元外務省国際情報局長                                                                 |                                                                                      |
| 441                              | 09月19日                         | 空腹力が人類を救う                                                                                   | 石原結實                                                                             | 医師、イシハラクリニック院長                                                         |                                                                                      |
| 442                              | 09月26日                         | シリーズ・民主党政権の課題3 温室効果ガスの25%削減は十分可能だ                                        | 飯田哲也                                                                             |                                                                                      |                                                                                      |
| 443                              | 10月03日                         | シリーズ・民主党政権の課題4 子どもを生みたくなる国に変わるための処方箋                               | 渥美由喜                                                                             | 東レ経営研究所ダイバーシティ＆ワークライフバランス研究部長                           |                                                                                      |
| 444                              | 10月10日                         | 河野太郎の自民党復活計画                                                                             | 河野太郎                                                                             |                                                                                      |                                                                                      |
| 445                              | 10月17日                         | 「物言う知事」はなぜ抹殺されたのか                                                                   | 佐藤栄佐久                                                                           |                                                                                      |                                                                                      |
| 446                              | 10月24日                         | シリーズ・民主党政権の課題5 今、自殺対策は政治の出番だ                                               | 清水康之                                                                             |                                                                                      |                                                                                      |
| 447                              | 10月31日                         | ビデオニュース・ドットコム開局10周年記念特別企画 生コールイン これだけは言わせろ！民主党政権への注文 | 福山哲郎                                                                             |                                                                                      |                                                                                      |
| 447                              | 10月31日                         | ビデオニュース・ドットコム開局10周年記念特別企画 生コールイン これだけは言わせろ！民主党政権への注文 | 大塚耕平                                                                             |                                                                                      |                                                                                      |
| 447                              | 10月31日                         | ビデオニュース・ドットコム開局10周年記念特別企画 生コールイン これだけは言わせろ！民主党政権への注文 | 細野豪志                                                                             |                                                                                      |                                                                                      |
| 448                              | 11月07日                         | アフガニスタンで日本がすべきこと、やってはいけないこと                                               | 伊勢崎賢治                                                                           |                                                                                      |                                                                                      |
| 449                              | 11月14日                         | 政府のタバコ規制は必要か                                                                             | 松沢成文                                                                             | 神奈川県知事                                                                         |                                                                                      |
| 450                              | 11月21日                         | 保守政党自民党の再生シナリオ                                                                         | 谷垣禎一                                                                             | 第24代自民党総裁                                                                     |                                                                                      |
| 450                              | 11月21日                         | 保守政党自民党の再生シナリオ                                                                         | 福永文夫                                                                             | 獨協大学法学部教授                                                                   |                                                                                      |
| 451                              | 11月28日                         | シリーズ・民主党政権の課題6 記者クラブ問題の本質                                                     | 森暢平                                                                               | 成城大学文芸学部准教授                                                               |                                                                                      |
| 452                              | 12月05日                         | 「事業仕分け」から見えてきたこと                                                                     | 枝野幸男                                                                             | 衆議院議員                                                                           |                                                                                      |
| 453                              | 12月12日                         | 09年、就職戦線異状あり                                                                               | 常見陽平                                                                             | 就職ジャーナリスト                                                                   |                                                                                      |
| 454                              | 12月19日                         | 2009年総集編 2009-2010・政権交代の次に来るもの                                                       |                                                                                      |                                                                                      |                                                                                      |
| 455                              | 12月26日                         | 神保・宮台COP15現地報告：新しいゲームが始まった                                                      | 福山哲郎                                                                             | 外務副大臣                                                                           |                                                                                      |
| 455                              | 12月26日                         | 神保・宮台COP15現地報告：新しいゲームが始まった                                                      | 飯田哲也                                                                             |                                                                                      |                                                                                      |
| 2010年                           |                                  | |                                                                                      |                                                                                      |                                                                                      |
| 回                               | 日付                             | タイトル                                                                                             | ゲスト                                                                               | 肩書き                                                                               | 備考                                                                                 |
| 456                              | 01月06日                         | 新年映画特集 映画監督・是枝裕和がまだテレビにこだわる理由                                            | 是枝裕和                                                                             |                                                                                      |                                                                                      |
| 457                              | 01月16日                         | 消えゆくマスメディアとその後にくるもの                                                               | 佐々木俊尚                                                                           | ジャーナリスト                                                                       |                                                                                      |
| 458                              | 01月23日                         | 検察の捜査について、これだけは言っておきたい                                                         | 堀江貴文                                                                             |                                                                                      |                                                                                      |
| 459                              | 01月30日                         | なぜ普天間問題がこじれるのか                                                                         | 鈴木宗男                                                                             | 衆議院外務委員長                                                                     |                                                                                      |
| 460                              | 02月06日                         | 日本経済の復活のための処方箋                                                                         | 池尾和人                                                                             | 慶應義塾大学経済学部教授                                                             |                                                                                      |
| 461                              | 02月13日                         | トヨタプリウスのリコールはあれでよかったのか                                                         | 廣瀬久和                                                                             | 青山学院大学法学部教授                                                               |                                                                                      |
| 462                              | 02月20日                         | 「政治とカネ」特集 民主主義のコストと利益誘導政治の境界線はどこに                                    | 富崎隆                                                                               | 駒沢大学法学部准教授                                                                 |                                                                                      |
| 463                              | 02月27日                         | なぜ今、排出量取引なのか                                                                             | 大野輝之                                                                             | 東京都環境局理事                                                                     |                                                                                      |
| 464                              | 03月06日                         | PIGS問題は本当に対岸の火事なのか                                                                     | 井堀利宏                                                                             | 東京大学大学院経済学研究科教授                                                       |                                                                                      |
| 465                              | 03月09日                         | マル激スペシャルウィークin沖縄 タブーに挑まずに何のためのメディアか                                  | 岡留安則                                                                             |                                                                                      |                                                                                      |
| 466                              | 03月20日                         | なぜわれわれは社会の敵を求めるのか                                                                   | 弘中惇一郎                                                                           | 弁護士                                                                               |                                                                                      |
| 467                              | 03月27日                         | 霞ヶ関文学入門                                                                                       | 岸博幸                                                                               | 慶應義塾大学大学院教授                                                               |                                                                                      |
| 468                              | 04月03日                         | 密約は本当に必要だったのか                                                                           | 春名幹男                                                                             |                                                                                      |                                                                                      |
| 469                              | 04月10日                         | なぜ日本はデフレを脱することができないのか                                                           | 高橋洋一                                                                             | 政策シンクタンク「政策工房」会長、嘉悦大学教授                                       |                                                                                      |
| 470                              | 04月17日                         | 職業政治家には日本は変えられない                                                                     | 河村たかし                                                                           | 名古屋市長                                                                           |                                                                                      |
| 471                              | 04月24日                         | 交渉の全てを知る守屋元次官が語る 普天間移設問題の深淵                                                | 守屋武昌                                                                             | 元防衛事務次官                                                                       |                                                                                      |
| 472                              | 04月30日                         | 豊かな国日本がかくも不幸せなのはなぜか                                                               | 寺脇研                                                                               | 映画評論家、京都造形芸術大学教授                                                     | 5金                                                                                  |
| 473                              | 05月08日                         | 日本経済の現状とベーシック・インカムという考え方                                                     | 飯田泰之                                                                             | 駒澤大学経済学部准教授                                                               |                                                                                      |
| 474                              | 05月15日                         | 「新しい公共」で国のカタチはどう変わるのか                                                           | 松井孝治                                                                             | 内閣官房副長官                                                                       |                                                                                      |
| 475                              | 05月22日                         | なぜ日本経済の一人負けが続くのか                                                                     | 野口悠紀雄                                                                           | 早稲田大学大学院ファイナンス研究科教授                                               |                                                                                      |
| 476                              | 05月29日                         | 在沖米海兵隊の抑止力とは何なのか                                                                     | 孫崎享                                                                               | 元外務省国際情報局長                                                                 |                                                                                      |
| 477                              | 06月05日                         | 鳩山政権は何に躓いたのか-新政権の課題                                                                | 松井孝治                                                                             |                                                                                      |                                                                                      |
| 477                              | 06月05日                         | 鳩山政権は何に躓いたのか-新政権の課題                                                                | 長谷川幸洋                                                                           |                                                                                      |                                                                                      |
| 477                              | 06月05日                         | 鳩山政権は何に躓いたのか-新政権の課題                                                                | 福山哲郎                                                                             |                                                                                      |                                                                                      |
| 477                              | 06月05日                         | 鳩山政権は何に躓いたのか-新政権の課題                                                                | 山口二郎                                                                             |                                                                                      |                                                                                      |
| 478                              | 06月12日                         | 脱・脱官僚のすすめ                                                                                   | 中野雅至                                                                             | 兵庫県立大学大学院准教授                                                             |                                                                                      |
| 479                              | 06月19日                         | EUはユーロの挫折を乗り越えられるか                                                                   | 庄司克宏                                                                             | 慶應義塾大学法科大学院教授                                                           |                                                                                      |
| 480                              | 06月26日                         | まちがいだらけのマニフェスト選挙                                                                     | 浜矩子                                                                               | 同志社大学大学院ビジネス研究科教授                                                   |                                                                                      |
| 481                              | 07月03日                         | メキシコ湾原油流出事故で見えてきた石油時代の終焉                                                     | 柴田明夫                                                                             | 丸紅経済研究所代表                                                                   |                                                                                      |
| 482                              | 07月10日                         | 選挙特番 この選挙で何が問われているのか                                                              | 清水康之                                                                             | 自殺対策NPOライフリンク代表                                                          |                                                                                      |
| 482                              | 07月10日                         | 選挙特番 この選挙で何が問われているのか                                                              | 角谷浩一                                                                             | 政治ジャーナリスト                                                                   |                                                                                      |
| 482                              | 07月10日                         | 選挙特番 この選挙で何が問われているのか                                                              | 吉崎達彦                                                                             | 双日総合研究所主任エコノミスト                                                       |                                                                                      |
| 483                              | 07月17日                         | 民主党に有権者の怒りと落胆の声は届いているか                                                         | 細野豪志                                                                             | 民主党幹事長代理                                                                     |                                                                                      |
| 484                              | 07月24日                         | 電波の私物化を許すべからず                                                                           | 池田信夫                                                                             |                                                                                      |                                                                                      |
| 485                              | 07月31日                         | 「カジノジャック」と「インセプション」に見る米国の今と昔とこれから                                   | 町山智浩                                                                             |                                                                                      | 5金                                                                                  |
| 486                              | 08月07日                         | 日航ジャンボ機事故はまだ終わらない                                                                   | 美谷島邦子                                                                           | 8・12連絡会事務局長                                                                  |                                                                                      |
| 487                              | 08月14日                         | EV（電気自動車）時代到来の予感は本物か                                                               | 館内端                                                                               | 自動車評論家、日本EVクラブ代表                                                       |                                                                                      |
| 488                              | 08月21日                         | 私のやろうとしたことは間違っていなかった                                                             | 鳩山由紀夫                                                                           |                                                                                      |                                                                                      |
| 489                              | 08月28日                         | デフレ不況と日本銀行の責任                                                                           | 田中秀臣                                                                             |                                                                                      |                                                                                      |
| 490                              | 09月04日                         | 菅直人と小沢一郎に見る内閣総理大臣の資質とは                                                         | 高野孟                                                                               |                                                                                      |                                                                                      |
| 491                              | 09月11日                         | アフガニスタンで捕まって                                                                             | 常岡浩介                                                                             | ジャーナリスト                                                                       |                                                                                      |
| 492                              | 09月18日                         | クジラ肉裁判から見えてきたもの                                                                       | 星川淳                                                                               | グリーンピース・ジャパン事務局長                                                     |                                                                                      |
| 493                              | 09月25日                         | 緊急特番・特捜検察は即刻廃止せよ                                                                     | 魚住昭                                                                               | ジャーナリスト                                                                       |                                                                                      |
| 493                              | 09月25日                         | 緊急特番・特捜検察は即刻廃止せよ                                                                     | 落合洋司                                                                             | 弁護士                                                                               |                                                                                      |
| 494                              | 10月02日                         | 船長の逮捕・釈放は中国の進路を誤らせる大失策                                                         | 清水美和                                                                             | 東京新聞論説主幹                                                                     |                                                                                      |
| 495                              | 10月09日                         | 巨人、逝く 小室直樹が残した足跡                                                                      | 橋爪大三郎                                                                           |                                                                                      |                                                                                      |
| 496                              | 10月16日                         | なぜ今、生物多様性なのか                                                                             | 井田徹治                                                                             | 共同通信科学部編集委員                                                               |                                                                                      |
| 497                              | 10月23日                         | データで見る日本経済の本当の病状                                                                     | 藻谷浩介                                                                             | 日本政策投資銀行参事役                                                               |                                                                                      |
| 498                              | 10月30日                         | マル激500回放送記念イベント ただ今、一合目通過                                                       |                                                                                      |                                                                                      | 5金                                                                                  |
| 499                              | 11月06日                         | オバマの民主党は何に敗れたのか                                                                       | 中山俊宏                                                                             | 青山学院大学国際政治経済学部教授                                                     |                                                                                      |
| 500                              | 11月13日                         | マル激の10年で日本と世界はどう変わったか                                                             |                                                                                      |                                                                                      |                                                                                      |
| 501                              | 11月20日                         | 内部情報流出の時代                                                                                   | 菅原出                                                                               | 国際アナリスト                                                                       |                                                                                      |
| 502                              | 11月27日                         | 検察改革はかくあるべし                                                                               | 指宿信                                                                               | 成城大学法学部教授                                                                   |                                                                                      |
| 503                              | 12月04日                         | TPPは農業へのショック療法となり得るのか                                                              | 鈴木宣弘                                                                             | 東京大学大学院教授                                                                   |                                                                                      |
| 504                              | 12月11日                         | 税制改革で国のカタチをどう変えるか                                                                   | 森信茂樹                                                                             | 中央大学法科大学院教授                                                               |                                                                                      |
| 505                              | 12月18日                         | 物への執着を捨てる「断捨離」という教え                                                               | やましたひでこ                                                                       | クラター・コンサルタント                                                             |                                                                                      |
| 506                              | 12月25日                         | 幹事長、民主党政権大丈夫ですか                                                                       | 岡田克也                                                                             |                                                                                      |                                                                                      |
| 507                              | 12月30日                         | 5金スペシャル 課題ははっきり見えてきた                                                               |                                                                                      |                                                                                      | 5金                                                                                  |

#### 2011年 - 2014年
| 2011年-2014年（第508回-第716回） | 2011年-2014年（第508回-第716回） | 2011年-2014年（第508回-第716回）                                     | 2011年-2014年（第508回-第716回） | 2011年-2014年（第508回-第716回）                            | 2011年-2014年（第508回-第716回） |
| 2011年                           | 2011年                           | 2011年                                                               | 2011年                           | 2011年                                                      | 2011年                           |
| 回                               | 日付                             | タイトル                                                             | ゲスト                           | 肩書き                                                      | 備考                             |
| -------------------------------- | -------------------------------- | -------------------------------------------------------------------- | -------------------------------- | ----------------------------------------------------------- | -------------------------------- |
| 508                              | 01月07日                         | 特別番組 菅首相生出演！総理の言葉はネットに響くか                    | 菅直人                           |                                                             |                                  |
| 509                              | 01月15日                         | 2010年に壊れたものと2011年に作り出すもの                             | 青木理 萱野稔人                  |                                                             |                                  |
| 510                              | 01月22日                         | アメリカはどこへ向かうのか                                           | 渡辺靖                           | 慶應義塾大学環境情報学部教授                                |                                  |
| 511                              | 01月29日                         | イギリスにできてなぜ日本にできない 英のイラク戦争検証から何を学ぶか  | 小谷賢                           | 防衛省防衛研究所主任研究官                                  |                                  |
| 511                              | 01月29日                         | イギリスにできてなぜ日本にできない 英のイラク戦争検証から何を学ぶか  | 志葉玲                           | ジャーナリスト                                              |                                  |
| 512                              | 02月05日                         | 自由貿易を考えるシリーズ TPPに見る「自由貿易の罠」                   | 中野剛志                         | 京都大学大学院助教                                          |                                  |
| 513                              | 02月12日                         | スティーブ・ジョブズとは何者なのか                                   | 林信行                           |                                                             |                                  |
| 514                              | 02月19日                         | 伝説のジャーナリストの遺言 絶望の中にこそ希望がある                  | むのたけじ                       | ジャーナリスト                                              |                                  |
| 515                              | 02月26日                         | 自由貿易を考えるシリーズ2 TPPは「社会的共通資本」を破壊する          | 宇沢弘文                         |                                                             |                                  |
| 516                              | 03月05日                         | 法務大臣、全面可視化が民主党の公約だったのではありませんか           | 江田五月                         | 法務大臣                                                    |                                  |
| 517                              | 03月12日                         | 祝島の激突にみる電力会社の非合理と民主党の失敗                       | 飯田哲也                         |                                                             |                                  |
| 518                              | 03月18日                         | 日本の何が揺らいでいるのか                                           | 青木理                           |                                                             | 司会                             |
| 518                              | 03月18日                         | 日本の何が揺らいでいるのか                                           | 飯田哲也                         |                                                             |                                  |
| 518                              | 03月18日                         | 日本の何が揺らいでいるのか                                           | 佐藤栄佐久                       |                                                             | 電話出演                         |
| 518                              | 03月18日                         | 日本の何が揺らいでいるのか                                           | 矢ヶ崎克馬                       |                                                             | 電話出演                         |
| 519                              | 03月25日                         | 特別番組 あえて最悪のシナリオとその対処法を考える                    | 飯田哲也                         |                                                             |                                  |
| 519                              | 03月25日                         | 特別番組 あえて最悪のシナリオとその対処法を考える                    | 小出裕章                         |                                                             |                                  |
| 519                              | 03月25日                         | 特別番組 あえて最悪のシナリオとその対処法を考える                    | 松井英介                         |                                                             |                                  |
| 519                              | 03月25日                         | 特別番組 あえて最悪のシナリオとその対処法を考える                    | 青木理                           |                                                             |                                  |
| 520                              | 04月02日                         | 東日本大震災 「想定外」にいかに備えるか                              | 片田敏孝                         | 群馬大学大学院教授                                          |                                  |
| 521                              | 04月09日                         | 地震活動期に入った日本が原発でいいのか                               | 立石雅昭                         | 元新潟大学理学部教授                                        |                                  |
| 522                              | 04月16日                         | なぜ「専門家」は信用できないのか                                     | 平川秀幸                         | 大阪大学コミュニケーションデザインセンター准教授            |                                  |
| 523                              | 04月23日                         | 「原発は安い」は本当か                                               | 大島堅一                         | 立命館大学国際関係学部教授                                  |                                  |
| 524                              | 04月30日                         | 5金スペシャル原子力のこれまでとこれからを問う                        | 小出裕章                         |                                                             | 5金                              |
| 524                              | 04月30日                         | 5金スペシャル原子力のこれまでとこれからを問う                        | 河野太郎                         |                                                             | 5金                              |
| 524                              | 04月30日                         | 5金スペシャル原子力のこれまでとこれからを問う                        | 武田徹                           |                                                             | 5金                              |
| 524                              | 04月30日                         | 5金スペシャル原子力のこれまでとこれからを問う                        | 細野豪志                         |                                                             | 5金                              |
| 525                              | 05月07日                         | 増税なき復興計画のすすめ                                             | 岩田規久男                       |                                                             |                                  |
| 526                              | 05月14日                         | ゴジラ＋鉄腕アトム＋田中角栄＝原発大国への道                         | 武田徹                           |                                                             |                                  |
| 527                              | 05月21日                         | この震災を日本衰退の引き金にしないために                             | 広瀬弘忠                         |                                                             |                                  |
| 528                              | 05月28日                         | フェアトレードで被災地支援を                                         | 渡辺龍也                         | 東京経済大学現代法学部教授                                  |                                  |
| 529                              | 06月04日                         | 東京電力をどうするか                                                 | 町田徹                           |                                                             |                                  |
| 530                              | 06月11日                         | 領土問題と日本の国益                                                 | 孫崎享                           |                                                             |                                  |
| 531                              | 06月18日                         | 原発震災を防げなかった本当の理由とは                                 | 古賀茂明                         |                                                             |                                  |
| 532                              | 06月25日                         | 正力松太郎はなぜ日本に原発を持ち込んだのか                           | 有馬哲夫                         | 早稲田大学社会科学部教授                                    |                                  |
| 533                              | 07月02日                         | スマートグリッドがもたらす「引き受けるエネルギー社会」               | 高橋洋                           | 富士通総研経済研究所主任研究員                              |                                  |
| 534                              | 07月09日                         | 出版記念特別番組 これからのエネルギーとこれからの社会に向けて        | 飯田哲也                         | 環境エネルギー政策研究所所長                                |                                  |
| 534                              | 07月09日                         | 出版記念特別番組 これからのエネルギーとこれからの社会に向けて        | 保坂展人                         | 世田谷区長                                                  |                                  |
| 535                              | 07月16日                         | これで検察は生まれ変われるか                                         | 郷原信郎                         |                                                             |                                  |
| 536                              | 07月23日                         | 信用金庫が脱原発宣言をすることの意味                                 | 吉原毅                           | 城南信用金庫理事長                                          |                                  |
| 537                              | 07月30日                         | 5金スペシャル ブータンと水俣とある物探し社会への挑戦                 | 草郷孝好                         | 関西大学社会学部教授                                        |                                  |
| 538                              | 08月06日                         | 広島・長崎の教訓を今われわれは活かせているか                         | 沢田昭二                         | 名古屋大学名誉教授                                          |                                  |
| 539                              | 08月13日                         | 人間は放射線を浴びてはいけない生き物なのです                         | 崎山比早子                       | 高木学校メンバー、医学博士                                  |                                  |
| 540                              | 08月20日                         | 菅政権に入ってわかったことと、できなかったこと                       | 下村健一                         | 内閣審議官                                                  |                                  |
| 541                              | 08月27日                         | 本当に困っている人を助けるために                                     | 大野更紗                         | 作家、「困ってるひと」著者                                  |                                  |
| 542                              | 09月03日                         | ラウンドテーブル 漂流する日本の“空洞政治”                            | 萱野稔人                         |                                                             |                                  |
| 542                              | 09月03日                         | ラウンドテーブル 漂流する日本の“空洞政治”                            | 青木理                           |                                                             |                                  |
| 543                              | 09月10日                         | 崩壊国家ソマリアから考える国家本来の役割とは何か                     | 遠藤貢                           | 東京大学大学院教授                                          |                                  |
| 544                              | 09月17日                         | 日本の漁業は2つの危機を乗り越えられるか                              | 勝川俊雄                         | 三重大学生物資源学部准教授                                  |                                  |
| 545                              | 09月24日                         | ソーシャルメディアがもたらす新しいつながりとは                       | 武田隆                           | エイベック研究所代表取締役                                  |                                  |
| 546                              | 10月01日                         | 5金スペシャル 自分探しを始めたアメリカはどこに向かうのか             | 町山智浩                         |                                                             | 5金                              |
| 547                              | 10月08日                         | そしてアメリカは変わったのか                                         | 渡辺靖                           |                                                             |                                  |
| 548                              | 10月15日                         | iPS細胞は何がそんなにすごいのか                                      | 八代嘉美                         | 東京女子医科大学先端生命科学研究所特任講師                  |                                  |
| 549                              | 10月22日                         | 「分かち合い」のための税制改革のすすめ                               | 神野直彦                         | 地方財政審議会会長、東京大学名誉教授                        |                                  |
| 550                              | 10月29日                         | 今こそナショナリズムを議論の出発点に                                 | 萱野稔人                         |                                                             |                                  |
| 551                              | 11月05日                         | TPPで食の安全は守れるのか                                            | 藤田和芳                         | 大地を守る会会長                                            |                                  |
| 552                              | 11月12日                         | 区長になって見えてきたこと                                           | 保坂展人                         |                                                             |                                  |
| 553                              | 11月19日                         | メディアが権力に屈する時                                             | 高田昌幸                         | ジャーナリスト                                              |                                  |
| 554                              | 11月26日                         | ドイツに脱原発ができて日本にはできない理由                           | 望月浩二                         | ドイツ在住環境コンサルタント                                |                                  |
| 555                              | 12月03日                         | 暴力団を社会から完全に排除することの意味を考えてみた                 | 宮崎学                           | 作家                                                        |                                  |
| 556                              | 12月10日                         | 内部被曝を避けるために今こそ広島・長崎の教訓を活かそう               | 肥田舜太郎                       | 医師、全日本民医連顧問                                      |                                  |
| 557                              | 12月17日                         | やっぱり2011年マスメディアは死んでいた                               | 佐々木俊尚                       |                                                             |                                  |
| 558                              | 12月24日                         | 恒例年末トークライブ ぼくたちが明るい兆しが見えてきたと考える理由    |                                  |                                                             |                                  |
| 559                              | 12月29日                         | 5金スペシャル 非日常から日常を見つめ直すために                       | 寺脇研                           |                                                             | 5金                              |
| 2012年                           |                                  |                                                                      |                                  |                                                             |                                  |
| 回                               | 日付                             | タイトル                                                             | ゲスト                           | 肩書き                                                      | 備考                             |
| 560                              | 01月07日                         | 2012年を生き抜くために                                               | 青木理 萱野稔人                  |                                                             |                                  |
| 561                              | 01月14日                         | 原発事故の裁判所の責任を問う                                         | 井戸謙一                         | 弁護士                                                      |                                  |
| 561                              | 01月14日                         | 原発事故の裁判所の責任を問う                                         | 海渡雄一                         |                                                             |                                  |
| 562                              | 01月21日                         | われわれはどこから来て、どこへ向かうのか                             | 篠田謙一                         | 国立科学博物館人類史研究グループ長                          |                                  |
| 563                              | 01月28日                         | だから消費税の増税はまちがっている                                   | 高橋洋一                         |                                                             |                                  |
| 564                              | 02月04日                         | 東大話法に騙されるな                                                 | 安冨歩                           | 東京大学東洋文化研究所教授                                  |                                  |
| 565                              | 02月11日                         | リスク社会を生き抜くために                                           | 斎藤環                           |                                                             |                                  |
| 566                              | 02月18日                         | 分配社会のすすめ                                                     | 波頭亮                           |                                                             |                                  |
| 567                              | 02月25日                         | 消費増税ではDoomsdayは避けられない                                   | 野口悠紀雄                       |                                                             |                                  |
| 568                              | 03月03日                         | 追悼・無料放送 東電・政府は何を隠そうとしたのか                      | 日隅一雄                         |                                                             |                                  |
| 569                              | 03月10日                         | これからわれわれは3・11とどう向き合うか                              | 本田雅人                         | 真宗大谷派蓮光寺住職                                        |                                  |
| 570                              | 03月17日                         | 年金問題の本質                                                       | 鈴木亘                           |                                                             |                                  |
| 571                              | 03月24日                         | タブーはこうして作られる                                             | 川端幹人                         |                                                             |                                  |
| 572                              | 03月31日                         | 3・11から1年＋3週間 －今考えておかなければならないこと               | 津田大介                         |                                                             | 5金                              |
| 572                              | 03月31日                         | 3・11から1年＋3週間 －今考えておかなければならないこと               | 萱野稔人                         |                                                             | 5金                              |
| 573                              | 04月07日                         | 12年目にして見えてきたこと                                           |                                  |                                                             |                                  |
| 574                              | 04月14日                         | 中国の熾烈な権力闘争にわれわれは何を見るか                           | 葉千栄                           |                                                             |                                  |
| 575                              | 04月21日                         | 今こそ電力の自由化を進めよう                                         | 高橋洋                           |                                                             |                                  |
| 576                              | 04月28日                         | 原発大国から地熱大国へ                                               | 村岡洋文                         | 弘前大学北日本新エネルギー研究所教授                        |                                  |
| 577                              | 05月05日                         | 神保哲生のチェルノブイリ報告 終わりなき原発事故との戦い              |                                  |                                                             |                                  |
| 578                              | 05月12日                         | 大統領選でフランスが選んだものとは                                   | 山田文比古                       | 東京外国語大学教授                                          |                                  |
| 579                              | 05月19日                         | エネルギーデモクラシーのすすめ                                       | 植田和弘                         | 京都大学大学院経済研究科教授                                |                                  |
| 580                              | 05月26日                         | 財務省はいかにして政権を乗っ取ったのか                               | 江田憲司                         |                                                             |                                  |
| 581                              | 06月02日                         | 民主党政権はどこで失敗したのか                                       | 福山哲郎                         |                                                             |                                  |
| 582                              | 06月09日                         | 私が日本には原発が必要だと考える理由                                 | 山名元                           | 京都大学原子炉実験所教授                                    |                                  |
| 583                              | 06月16日                         | アメリカはどこへ向かっているのか                                     | 会田弘継                         |                                                             |                                  |
| 584                              | 06月23日                         | 震災ガレキを広域処理してはならないこれだけの理由                     | 青山貞一                         | 環境総合研究所顧問                                          |                                  |
| 585                              | 06月30日                         | 5金スペシャル 上半期マル激総まとめ カギは制度ではなく心の習慣に      |                                  |                                                             | 5金                              |
| 586                              | 07月07日                         | リオの精神は死んだのか                                               | 古沢広祐                         | 国学院大学経済学部教授                                      |                                  |
| 587                              | 07月14日                         | 大飯原発直下の活断層を直ちに調査せよ                                 | 渡辺満久                         | 東洋大学社会学部教授                                        |                                  |
| 588                              | 07月21日                         | 原発事故の経営責任を問う                                             | 河合弘之                         | 弁護士、東電株主代表訴訟代理人                              |                                  |
| 589                              | 07月28日                         | 知らない間にタネが大変な状況になってました                           | 野口勲                           | 野口のタネ、野口種苗研究所代表                              |                                  |
| 590                              | 08月04日                         | だから日本はまた暴走する                                             | 片山杜秀                         |                                                             |                                  |
| 591                              | 08月11日                         | ベーシック・インカムは社会保障政策の切り札となり得るか               | 山森亮                           | 同志社大学経済学部教授                                      |                                  |
| 592                              | 08月18日                         | ACTAの次はTPP ここまできている「ネットの自由」をめぐる攻防           | 福井健策                         | 弁護士、ニューヨーク州弁護士                                |                                  |
| 593                              | 08月25日                         | 原発発祥の地の村長が脱原発に転じた理由                               | 村上達也                         | 東海村村長                                                  |                                  |
| 594                              | 09月01日                         | 5金スペシャル 本当の世界を描くために映画を創る                       | 園子温 寺脇研                    |                                                             |                                  |
| 595                              | 09月08日                         | チンパンジーが教えてくれた－希望こそ人間の証                         | 松沢哲郎                         | 京都大学霊長類研究所教授                                    |                                  |
| 596                              | 09月15日                         | イレッサ、アスベスト判決に見られる予防原則の危機                     | 鈴木利廣                         |                                                             |                                  |
| 597                              | 09月22日                         | 何が日本の「原発ゼロ」を阻んでいるのか                               | 金子勝 武田徹                    |                                                             |                                  |
| 598                              | 09月29日                         | まちがいだらけの被災地復興論                                         | 山下祐介                         | 首都大学東京都市教養学部准教授                              |                                  |
| 599                              | 10月06日                         | 自民党は本当に生まれ変わったのか                                     | 野中尚人                         | 学習院大学法学部教授                                        |                                  |
| 600                              | 10月13日                         | 反日デモの背後にある革命の遺伝子を見逃すな                           | 興梠一郎                         | 神田外語大学外国語学部教授                                  |                                  |
| 601                              | 10月20日                         | iPS細胞と放射能問題の社会学的考察                                    | 粥川準二                         | ライター                                                    |                                  |
| 602                              | 10月27日                         | 電通支配はこうして原発報道を歪めてきた                               | 本間龍                           | 著述家                                                      |                                  |
| 603                              | 11月03日                         | 米大統領選で問われる「オバマのアメリカ」とは                         | 松尾文夫                         | ジャーナリスト                                              |                                  |
| 604                              | 11月10日                         | 東京新聞が反原発路線を突っ走れる理由                                 | 田原牧                           | 東京新聞特別報道部記者                                      |                                  |
| 605                              | 11月17日                         | 検事が事件をでっちあげてしまう本当の事情                             | 市川寛                           | 弁護士                                                      |                                  |
| 606                              | 11月24日                         | 日本病の治し方                                                       | 古賀茂明                         |                                                             |                                  |
| 607                              | 12月01日                         | あの政権交代は何だったのか                                           | 中野晃一                         | 上智大学国際教養学部教授                                    |                                  |
| 607                              | 12月01日                         | あの政権交代は何だったのか                                           | 細野豪志                         |                                                             |                                  |
| 607                              | 12月01日                         | あの政権交代は何だったのか                                           | 湯浅誠                           |                                                             | 電話出演                         |
| 607                              | 12月01日                         | あの政権交代は何だったのか                                           | 清水康之                         |                                                             | 電話出演                         |
| 608                              | 12月08日                         | 日銀は日本をデフレから救えるのか                                     | 北野一                           | JPモルガン証券チーフストラテジスト                          |                                  |
| 609                              | 12月14日                         | 最高裁判所がおかしい                                                 | 山田隆司                         | 創価大学法学部准教授                                        |                                  |
| 610                              | 12月22日                         | われわれが選んだもの、選ばなかったもの                               | 小林良彰                         | 慶應義塾大学法学部客員教授                                  |                                  |
| 611                              | 12月29日                         | 恒例年末神保・宮台トークライブ 日本病はなぜ治らないのか              | なし                             |                                                             |                                  |
| 2013年                           |                                  |                                                                      |                                  |                                                             |                                  |
| 回                               | 日付                             | タイトル                                                             | ゲスト                           | 肩書き                                                      | 備考                             |
| 612                              | 01月05日                         | 2013年、テーマは愛                                                   | 小幡績 萱野稔人                  |                                                             |                                  |
| 613                              | 01月12日                         | サルでもわかるアベノミクス入門                                       | 高橋洋一                         |                                                             |                                  |
| 614                              | 01月19日                         | 水の話                                                               | 橋本淳司                         | ジャーナリスト                                              |                                  |
| 615                              | 01月26日                         | 金融緩和で日本経済は復活するか                                       | 浜田宏一                         | イェール大学名誉教授                                        |                                  |
| 615                              | 01月26日                         | 金融緩和で日本経済は復活するか                                       | 小幡績                           |                                                             |                                  |
| 616                              | 02月02日                         | 再エネはどこまで行けそうか                                           | 大林ミカ                         | 公益財団法人自然エネルギー財団ディレクター                  |                                  |
| 616                              | 02月02日                         | 再エネはどこまで行けそうか                                           | 萱野稔人                         |                                                             | 司会                             |
| 617                              | 02月09日                         | 体罰は愛のムチなのか?                                                | 斎藤環                           |                                                             |                                  |
| 618                              | 02月16日                         | だから日本のスポーツは遅れている                                     | 玉木正之                         |                                                             |                                  |
| 619                              | 02月23日                         | 「経済成長」という呪縛からの解放                                     | 水野和夫                         |                                                             |                                  |
| 620                              | 03月02日                         | 新聞の再販は誰のために                                               | 山田健太                         | 専修大教授                                                  |                                  |
| 621                              | 03月09日                         | 東日本大震災2周年特別番組 「だから復興が進まない」でいいのか         | 戸羽太                           | 陸前高田市長                                                |                                  |
| 622                              | 03月16日                         | 福島原発は今どうなっているのか                                       | 田中三彦                         |                                                             |                                  |
| 623                              | 03月23日                         | TPP対米交渉に死角はないか                                            | 馬田啓一                         | 杏林大教授                                                  |                                  |
| 624                              | 03月30日                         | われわれの「食」はどこに向かうのか                                   | なし                             |                                                             | 5金                              |
| 625                              | 04月06日                         | 「一人一票」で日本はこう変わる                                       | 升永英俊                         | 弁護士                                                      |                                  |
| 626                              | 04月13日                         | こうして北朝鮮は世界を振り回し続ける                                 | 武貞秀士                         | 東北アジア国際戦略研究所客員研究員                          |                                  |
| 627                              | 04月20日                         | 「共通番号制」から離脱する権利を認めよ                               | 醍醐聰                           | 東京大学名誉教授                                            |                                  |
| 628                              | 04月27日                         | やはり和歌山カレー事件は冤罪だったのか                               | 安田好弘                         |                                                             |                                  |
| 629                              | 05月03日                         | 世界は日本国憲法をどう見ているのか                                   | ジャン・ユンカーマン             |                                                             |                                  |
| 630                              | 05月11日                         | 放射能に分断されるコミュニティの現実                                 | 山下祐介                         |                                                             |                                  |
| 630                              | 05月11日                         | 放射能に分断されるコミュニティの現実                                 | 市村高志                         | 「とみおか子ども未来ネットワーク」代表                      |                                  |
| 631                              | 05月18日                         | 日本の農業は本当にそんなに弱いのか                                   | 昆吉則                           | 雑誌『農業経営者』編集長                                    |                                  |
| 632                              | 05月25日                         | 社会のセーフティネットをどうする                                     | 森川清                           | 弁護士・日弁連貧困問題対策本部委員                          |                                  |
| 633                              | 06月01日                         | 今、アフリカ映画が熱い                                               | 吉田未穂                         | シネマアフリカ代表                                          | 5金                              |
| 634                              | 06月08日                         | これがTPP交渉の内幕だ                                                | 内田聖子                         | NPO法人・アジア太平洋資料センター事務局長                   |                                  |
| 635                              | 06月15日                         | 止まらない八ッ場、止まらないニッポン                                 | 中澤秀雄                         | 中央大学法学部教授                                          |                                  |
| 636                              | 06月22日                         | たかがアベノミクス、されどアベノミクス                               | 櫻川昌哉                         | 慶應大学経済学部教授                                        |                                  |
| 637                              | 06月29日                         | 護憲的改憲のススメ                                                   | 小林節                           | 慶應義塾大学法学部教授・弁護士                              |                                  |
| 638                              | 07月06日                         | われわれはビッグデータの暴走を制御できるのか                         | 菅原出                           | 国際政治アナリスト                                          |                                  |
| 639                              | 07月13日                         | この選挙は何を私たちに問うているのか                                 | 小林良彰                         | 慶応大学法学部教授                                          |                                  |
| 640                              | 07月20日                         | なぜ原発が選挙の争点にならないのか                                   | 武田徹                           | ジャーナリスト                                              |                                  |
| 641                              | 07月27日                         | 日本の右翼はどこへ行ったのか                                         | 鈴木邦男                         | 一水会顧問                                                  |                                  |
| 641                              | 07月27日                         | 日本の右翼はどこへ行ったのか                                         | 萱野稔人                         |                                                             | 司会                             |
| 642                              | 08月02日                         | ネット選挙解禁で見えてきた日本の政治の本当の問題                     | 西田亮介                         | 立命館大学大学院特別招聘准教授                              |                                  |
| 643                              | 08月09日                         | TPPについて今、真剣に考えておかなければならないこと                  | 高安雄一                         | 大東文化大学経済学部教授                                    |                                  |
| 644                              | 08月16日                         | オリバー・ストーンが語る「アメリカ暗黒の歴史」                       | 春名幹男                         | ジャーナリスト                                              |                                  |
| 645                              | 08月24日                         | エジプトの騒乱に見る近代の終わりの始まり                             | 山本達也                         | 清泉女子大学准教授                                          |                                  |
| 646                              | 08月31日                         | 霊魂と肉体あの世とこの世を分かつもの                                 | 矢作直樹                         | 東大病院救急部・集中治療部部長                              |                                  |
| 647                              | 09月07日                         | 東電に任かせてる場合ですか                                           | 田中三彦                         | 元国会事故調委員・科学ジャーナリスト                        |                                  |
| 648                              | 09月14日                         | 解釈改憲で集団的自衛権は行使できない                                 | 阪田雅裕                         | 元内閣法制局長官                                            |                                  |
| 649                              | 09月21日                         | 私が原発再稼働に反対する理由                                         | 泉田裕彦                         | 新潟県知事                                                  |                                  |
| 650                              | 09月28日                         | 誰のための県民健康管理調査なのか                                     | 日野行介                         | 毎日新聞東京社会部記者                                      |                                  |
| 651                              | 10月05日                         | そろそろ異常気象の原因を真剣に考えてみないか                         | 江守正多                         | 国立環境研究所気候変動リスク評価研究室長                    |                                  |
| 652                              | 10月12日                         | 小沢一郎に次の一手はあるか                                           | 小沢一郎                         | 衆議院議員・生活の党代表                                    |                                  |
| 653                              | 10月19日                         | 誰がためにオリンピックはある                                         | 小川勝                           | スポーツライター                                            |                                  |
| 654                              | 10月26日                         | 公文書管理ができない国に秘密権限を与えていいのか                     | 瀬畑源                           | 都留文科大学非常勤講師                                      |                                  |
| 655                              | 11月02日                         | 食品表示の偽装はなぜ問題なのか                                       | 中村啓一                         | 元農水省食品表示Gメン                                       |                                  |
| 656                              | 11月09日                         | われわれは遠隔操作ウイルス事件を正しく裁けるか                       | 松浦幹太                         | 東京大学生産技術研究所准教授                                |                                  |
| 657                              | 11月16日                         | 安倍政権は危険な火遊びをしていないか                                 | 柳澤協二                         | 国際地政学研究所理事長                                      |                                  |
| 658                              | 11月23日                         | その食品の中身を知ってますか？                                       | 小薮浩二郎                       | 食品評論家                                                  |                                  |
| 659                              | 11月30日                         | 秘密保護法が露わにした日本の未熟な民主主義とアメリカへの隷属         | なし                             |                                                             | 5金                              |
| 660                              | 12月12日                         | TPPの知財分野も国民の知る権利に関わる重要な問題                      | 福井健策                         | 弁護士                                                      |                                  |
| 661                              | 12月14日                         | 「減反廃止」で日本の農業は生き残れるか                               | 安藤光義                         | 東京大学大学院農学生命科学研究科准教授                      |                                  |
| 662                              | 12月21日                         | アベノミクス、この1年の成果と課題                                    | 熊野英生                         | 第一生命経済研究所首席エコノミスト                          |                                  |
| 663                              | 12月28日                         | 恒例年末神保・宮台トークライブ 感情の政治に負けないための処方箋      | なし                             |                                                             |                                  |
| 2014年                           |                                  |                                                                      |                                  |                                                             |                                  |
| 回                               | 日付                             | タイトル                                                             | ゲスト                           | 肩書き                                                      | 備考                             |
| 664                              | 01月14日                         | 2014年、底の抜けた日本を生き抜く                                     | 東浩紀                           | 哲学者                                                      |                                  |
| 665                              | 01月11日                         | これから日中関係はどこへ向かうのか                                   | 富坂聰                           | ジャーナリスト                                              |                                  |
| 666                              | 01月18日                         | 働き方を変えれば日本は変わる                                         | 渥美由喜                         | 東レ経営研究所 ダイバーシティ＆ワークライフバランス研究部長 |                                  |
| 667                              | 01月25日                         | 細川・小泉連合の日本政治史的意味を考える                             | 中野晃一                         | 上智大学国際教養学部教授                                    |                                  |
| 668                              | 02月01日                         | 政治権力による放送の私物化を許してはならない                         | 永田浩三                         | 武蔵大学社会学部教授・ 元NHKプロデューサー                  | 5金                              |
| 669                              | 02月08日                         | 利権の復活を目論む詐術を見抜け                                       | 古賀茂明                         | 元経産官僚・古賀茂明政策ラボ代表                            |                                  |
| 670                              | 02月15日                         | 自民党が原発をやめられない理由                                       | 河野太郎                         | 衆議院議員                                                  |                                  |
| 671                              | 02月22日                         | 北方領土問題解決の千載一遇のチャンスを逃すな                         | 東郷和彦                         | 京都産業大学教授・元外務省欧亜局長                          |                                  |
| 672                              | 03月01日                         | ディオバン事件と利益相反という日本の病理                             | 谷本哲也                         | 内科医・東京大学医科学研究所客員研究員                      |                                  |
| 673                              | 03月08日                         | 原発事故で露呈した、敗戦から何も学んでいなかった日本                 | 船橋洋一                         | ジャーナリスト・日本再建イニシアチブ理事長                  |                                  |
| 674                              | 03月15日                         | 誰も知らない裁判所の悲しい実態                                       | 瀬木比呂志                       | 元裁判官・明治大学法科大学院教授                            |                                  |
| 675                              | 03月22日                         | 遠隔操作ウイルス事件の犯人はデジタル・フォレンジックに精通している   | 杉浦隆幸                         | ネットエージェント（株）代表取締役社長                      |                                  |
| 676                              | 03月29日                         | ロシアのクリミア編入に見る新しい国際秩序                             | 廣瀬陽子                         | 慶應義塾大学総合政策学部准教授                              |                                  |
| 677                              | 04月05日                         | 消費増税では日本の財政は救えない                                     | 小黒一正                         | 法政大学経済学部准教授                                      |                                  |
| 678                              | 04月12日                         | 小保方問題にすり替わってしまったSTAP細胞騒動の核心部分               | 八代嘉美                         | 京都大学iPS細胞研究所特定准教授                             |                                  |
| 679                              | 04月19日                         | 武器輸出解禁で日本が失うものとは                                     | 加藤朗                           | 桜美林大学リベラルアーツ学群教授                            |                                  |
| 680                              | 04月26日                         | あなたが変われないのは実は変わりたくないから？！                     | 岸見一郎                         | 哲学者                                                      |                                  |
| 681                              | 05月03日                         | 新国立競技場は本当に必要なのか                                       | 森山高至                         | 建築家・建築エコノミスト                                    |                                  |
| 682                              | 05月10日                         | TPPの背後にある新自由主義とどう向き合うか                            | 萩原伸次郎                       | 横浜国立大学名誉教授                                        |                                  |
| 683                              | 05月17日                         | 攻撃されなくても武力を使える国に日本を変えるのか                     | 青井未帆                         | 学習院大学法科大学院教授                                    |                                  |
| 684                              | 05月24日                         | これでは取り調べの可視化が進むわけがない                             | 周防正行                         | 映画監督                                                    |                                  |
| 685                              | 05月31日                         | 映画は歴史的悲劇をどう描いたのか                                     | 倉沢愛子                         | 慶應義塾大学名誉教授                                        | 5金                              |
| 685                              | 05月31日                         | 映画は歴史的悲劇をどう描いたのか                                     | 吉田未穂                         | シネマアフリカ代表                                          | 5金                              |
| 686                              | 06月07日                         | 年金制度に対する根本的な疑問とその解                                 | 駒村康平                         | 慶應義塾大学経済学部教授                                    |                                  |
| 687                              | 06月14日                         | ドイツ・エネルギー倫理委員会報告と日本の原発政策                     | 山脇直司                         | 哲学者・東京大学名誉教授                                    |                                  |
| 688                              | 06月21日                         | アドラーによる素晴らしい人生を送るためのヒント                       | 岸見一郎                         | 哲学者                                                      |                                  |
| 689                              | 06月28日                         | 安倍政権は日本をどうしたいのか                                       | 中野晃一                         | 上智大学国際教養学部教授                                    |                                  |
| 690                              | 07月05日                         | 戦後レジームからもっとも脱却できていないのは安倍総理、あなた自身です | 白井聡                           | 文化学園大学助教                                            |                                  |
| 691                              | 07月12日                         | 人口減少という歴史の必然と向き合うために                             | 鬼頭宏                           | 上智大学経済学部教授                                        |                                  |
| 692                              | 07月19日                         | ブラジルサッカー惨敗に見る「世界の危機」                             | 今福龍太                         | 東京外国語大学大学院教授                                    |                                  |
| 693                              | 07月26日                         | 川内原発再稼働の前に知っておくべきこと                               | 井野博満                         | 東京大学名誉教授                                            |                                  |
| 694                              | 08月02日                         | アベノミクスが露わにした日本経済の病理                               | 早川英男                         | 元日本銀行理事 富士通総研エグゼクティブフェロー             |                                  |
| 695                              | 08月09日                         | 天下の愚策リニア新幹線に待った！                                     | 橋山禮治郎                       | 千葉商科大学大学院客員教授                                  |                                  |
| 696                              | 08月16日                         | 誰がために甲子園はある                                               | 中島大輔                         | スポーツライター                                            |                                  |
| 697                              | 08月23日                         | なぜエボラ出血熱は治療薬が無いのか                                   | 堀田佳男                         | ジャーナリスト                                              |                                  |
| 698                              | 08月30日                         | カシミール、パレスチナ、世界の紛争の根っこにあるもの                 | 伊勢崎賢治                       | 東京外国語大学大学院教授                                    | 5金                              |
| 699                              | 09月06日                         | 災害と原発・自分の身を守るための避難を考える                         | 関谷直也                         | 東京大学大学院特任准教授                                    |                                  |
| 700                              | 09月13日                         | スコットランドの独立が問う新しい国のカタチ                           | 宮島喬                           | お茶の水女子大学名誉教授                                    |                                  |
| 701                              | 09月13日                         | 朝日新聞を叩いているだけでいいのか                                   | 桂敬一                           | 元東京大学教授・マスコミ研究家                              |                                  |
| 702                              | 09月21日                         | 知事選が問う、沖縄のこれから                                         | 松元剛                           | 琉球新報編集局次長                                          |                                  |
| 703                              | 09月27日                         | 基地問題の先にある沖縄の姿                                           | 仲村清司                         | 作家・沖縄大学客員教授                                      |                                  |
| 704                              | 10月04日                         | イスラーム国の論理とそれを欧米が容認できない理由                     | 中田考                           | 同志社大学客員教授・イスラーム学者                          |                                  |
| 705                              | 10月11日                         | リベラルに復活の目はあるか                                           | 中野晃一                         | 上智大学国際教養学部教授                                    |                                  |
| 706                              | 10月18日                         | 再エネ固定価格買取制度は失敗したのか                                 | 植田和弘                         | 京都大学大学院経済学研究科教授                              |                                  |
| 707                              | 10月25日                         | チャイナマネーに買われる香港の民主主義                               | 遠藤誉                           | 東京福祉大学国際交流センター長                              |                                  |
| 708                              | 11月01日                         | 人工知能が閻魔大王になる日                                           | 松尾豊                           | 東京大学大学院工学系研究科准教授                            | 5金                              |
| 709                              | 11月08日                         | オバマ大敗の背後で暗躍する企業マネーとスーパーPACの実態              | 渡辺靖                           | 慶應義塾大学環境情報学部教授                                |                                  |
| 710                              | 11月15日                         | 地球温暖化交渉と世界の潮流から取り残される日本                       | 山岸尚之                         | WWFジャパン気候変動 エネルギーグループリーダー              |                                  |
| 711                              | 11月22日                         | アベノミクスの先にある日本の姿とは                                   | 熊野英生                         | 第一生命経済研究所首席エコノミスト                          |                                  |
| 712                              | 11月29日                         | マル激的総選挙の争点                                                 | 大沢真理                         | 東京大学社会科学研究所教授                                  |                                  |
| 713                              | 12月06日                         | この選挙で原発政策を問わないでどうする                               | 古賀茂明                         | 元経産官僚・古賀茂明政策ラボ代表                            |                                  |
| 714                              | 12月13日                         | 最高裁国民審査でこれだけは言いたい                                   | 木村草太                         | 首都大学東京都市教養学部准教授                              |                                  |
| 715                              | 12月20日                         | 与党圧勝が意味するもの                                               | 白井聡                           | 文化学園大学服装学部助教                                    |                                  |
| 716                              | 12月27日                         | 恒例年末神保・宮台トークライブ 「この道しかない道」の行き着く先      | なし                             |                                                             |                                  |

#### 2015年
| 2015年（第717回-第743回） | 2015年（第717回-第743回） | 2015年（第717回-第743回）                                         | 2015年（第717回-第743回） | 2015年（第717回-第743回）             | 2015年（第717回-第743回） |                          |
| 回                        | 日付                      | タイトル                                                          | ゲスト                    | 肩書き                                | 備考                      |                          |
| ------------------------- | ------------------------- | ----------------------------------------------------------------- | ------------------------- | ------------------------------------- | ------------------------- | ------------------------ |
| 717                       | 01月03日                  | シリーズ 日本経済、危機の本質（1） 破綻を避けるにはこの道しかない | 小林慶一郎                | 慶應義塾大学経済学部教授              |                           |                          |
| 718                       | 01月10日                  | 日本が日本であり続けるための条件                                  | 小熊英二                  | 慶應義塾大学総合政策学部教授          |                           |                          |
| 719                       | 01月14日                  | 異物混入問題と危機に瀕する食システム                              | 南清貴                    | フードプロデューサー                  |                           |                          |
| 720                       | 01月24日                  | 日本は『十字軍』の一員なのか                                      | 高橋和夫                  | 放送大学教授                          |                           |                          |
| 721                       | 01月31日                  | 映画が描くテロとの戦い                                            | ピーター・バラカン        | ブロードキャスター                    | 5金                       |                          |
| 722                       | 02月07日                  | 安倍外交で日本が渡ろうとしている橋とは                            | 孫崎享                    | 元外務省国際情報局長                  |                           |                          |
| 723                       | 02月14日                  | 貧困なる貧困対策から脱するために                                  | 岩田正美                  | 日本女子大学人間社会学部教授          |                           |                          |
| 724                       | 02月21日                  | 社会を破壊するTPPの著作権条項に注意せよ                           | 福井健策                  | 弁護士                                |                           |                          |
| 725                       | 02月28日                  | 農協改革で日本の農業は再生するのか                                | 田代洋一                  | 大妻女子大学社会情報学部教授          |                           |                          |
| 726                       | 03月 7日                  | 取り残される被災者を作らないということ                            | 長純一                    | 石巻市立病院開成仮診療所所長・内科医  |                           |                          |
| 727                       | 03月14日                  | 川崎中１殺害事件の教訓とこれから私たちにできること                | 土井隆義                  | 筑波大学人文社会系教授                |                           |                          |
| 728                       | 03月21日                  | オウム真理教と地下鉄サリン事件20年目の教訓                        | 島田裕巳                  | 宗教学者                              |                           |                          |
| 729                       | 03月28日                  | 私が鳩山さんとクリミアを訪問した理由                              | 高野 孟                   | ジャーナリスト                        |                           |                          |
| 730                       | 04月 4日                  | 食品表示の規制緩和に惑わされるな                                  | 高橋久仁子                | 群馬大学名誉教授                      |                           |                          |
| 731                       | 04月11日                  | われわれはどこから来たのか – 生命宇宙起源説を考える               | 松井孝典                  | 千葉工業大学惑星探査研究センター所長  |                           |                          |
| 732                       | 04月18日                  | 和歌山カレー事件に見る、科学鑑定への誤解が冤罪を生む構図          | 河合潤                    | 京都大学大学院工学研究科教授          |                           |                          |
| 733                       | 04月25日                  | 福島原発事故の原因はまだ判明していない                            | 田中三彦                  | 元国会事故調委員・科学ジャーナリスト  |                           |                          |
| 734                       | 05月 2日                  | アベノミクスは機能しているか                                      | 高橋洋一                  | 嘉悦大学教授                          |                           |                          |
| 735                       | 05月 9日                  | 知っているようで知らない魚の話                                    | 生田與克                  | 築地魚河岸マグロ仲卸「鈴与」三代目    |                           |                          |
| 736                       | 05月16日                  | 日本は何のために安保政策を変更するのか                            | 青井未帆                  | 学習院大学法科大学院教授              |                           |                          |
| 737                       | 05月23日                  | これが火山国日本の生きる道                                        | 高橋正樹                  | 日本大学文理学部教授                  |                           |                          |
| 738                       | 05月30日                  | 5金スペシャル 映画が描く沖縄基地問題と日本の選択                  | ジャン・ユンカーマン      | 映画監督・ジャーナリスト              |                           |                          |
| 739                       | 05月30日                  | なぜ「安保法制」は間違っているのか                                | 柳澤協二                  | 国際地政学研究所理事長                | 伊勢崎賢治                | 東京外国語大学大学院教授 |
| 740                       | 06月13日                  | 国立競技場は設計段階からやり直すしかない                          | 森山高至                  | 建築家・建築エコノミスト              |                           |                          |
| 741                       | 06月20日                  | なぜ違憲の安保法制に党内から異論が出ないのか                      | 村上誠一郎                | 自民党衆議院議員                      |                           |                          |
| 742                       | 06月27日                  | 焼け太りの盗聴法改正に待った！                                    | 足立昌勝                  | 関東学院大名誉教授                    |                           |                          |
| 743                       | 07月04日                  | 夫婦別姓の前に立ちはだかるもの                                    | 山口智美                  | モンタナ州立大学社会学･人類学部准教授 |                           |                          |

#### 2016年以降
- マル激トーク・オン・ディマンドの放送一覧を参照

## その他の番組

### 福島報告
福島県出身の医療ジャーナリスト藍原寛子による、原発事故によって放射性物質の被害を受けた福島の取材を報告する番組。神保哲生が司会を務める。

### スペシャルリポート
神保哲生が取材・制作したドキュメンタリー、リポートを公開している。

### インタビューズ
主に神保哲生が、専門家や事件の当事者などにインタビューを行う。

### プレスクラブ
注目の会見、講演、シンポジウムをノーカットで無料で公開している。

### 過去の番組
- 東京マーケットアップデート
- 葉千栄の亜州熱線
- 政策討論クロストーク
- 神保哲生の地球報告
- 永田町コンフィデンシャル

開局当初は「ビデオニュース・ビズ」という経済ニュースサイトがあり、マーケット情報、アナリストやエコノミストのインタビュー、経済人の記者会見を重点的に放送していた。

## 書籍
- 『漂流するメディア政治 - 情報利権と新世紀の世界秩序』（春秋社、2002年）
- 『アメリカン・ディストピア - 21世紀の戦争とジャーナリズム』（春秋社、2003年）
- 『ネット社会の未来像』（春秋社、2006年）
- 『天皇と日本のナショナリズム』（春秋社、2006年）
- 『中国 - 隣りの大国とのつきあいかた』（春秋社、2007年）
- 『教育をめぐる虚構と真実』（春秋社、 2008年）
- 『格差社会という不幸』（春秋社、2009年）
- 『沖縄の真実、ヤマトの欺瞞』（春秋社、2010年）
- 『地震と原発　今からの危機』（春秋社、2011年）
- 『増税は誰のためか 』（扶桑社、2012年）
- 『経済政策の射程と限界』（扶桑社、2013年）
- 『反グロバリゼーションとポピュリズム -「トランプ化」する世界』（光文社、2017年）
- 『暴走する検察　歪んだ正義と日本の劣化』（光文社、2020年）

## 備考
- 放送開始当初は無料公開をしていた。
- 日本インターネット報道協会には設立当初から加盟している。
- 2011年1月7日のマル激（第508回）には、菅直人内閣総理大臣がゲストとして出演した。現職の総理大臣が民間のインターネット番組に出演するのは国内で初めて。